# Arte tardoantica

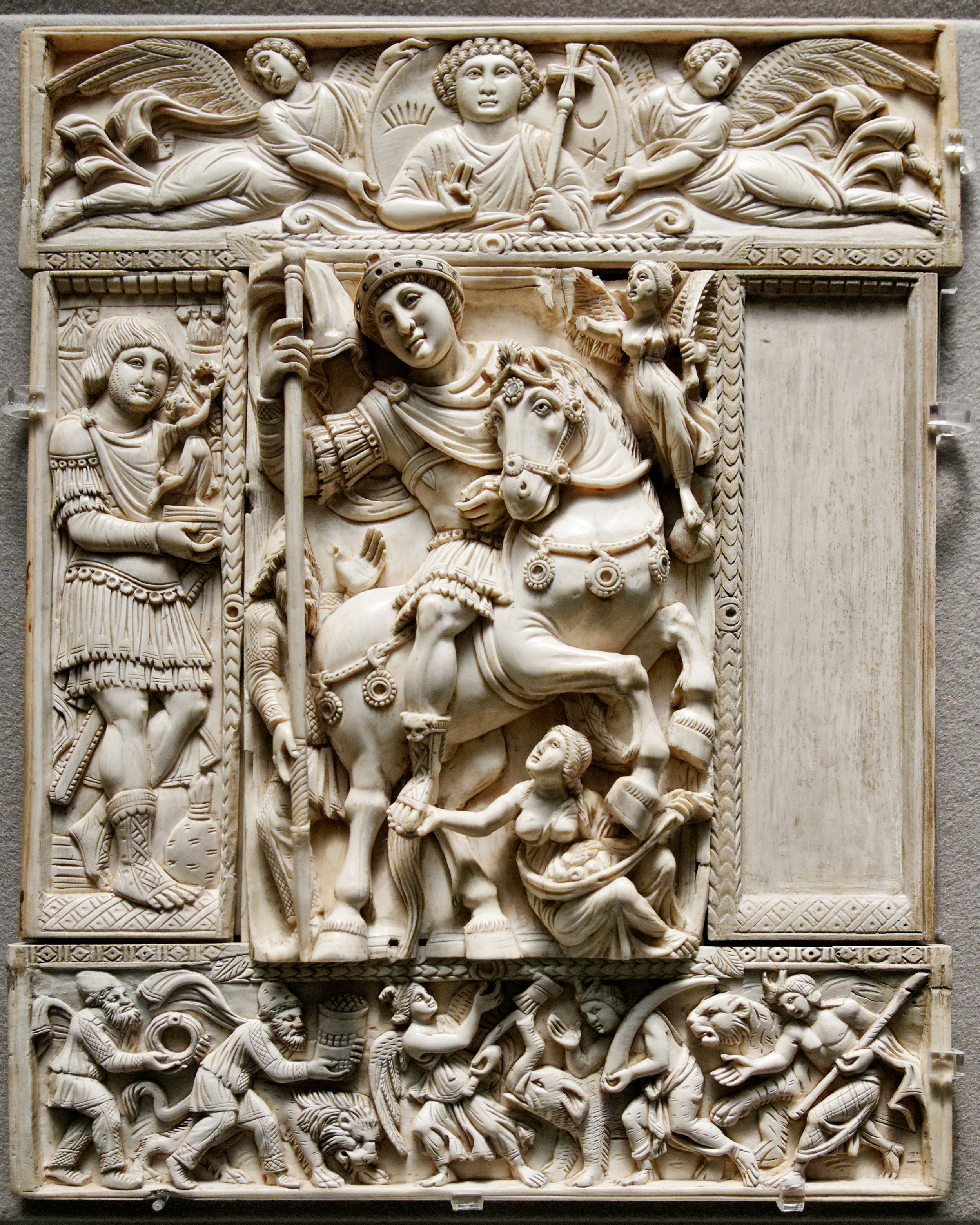
L'Avorio Barberini, tavoletta d'avorio parte di un dittico rappresentante un imperatore d'oriente (identificato in Zenone, Anastasio I Dicoro o Giustiniano I) trionfante.

L'arte tardoantica è la produzione artistica durante la tarda antichità, ovvero il periodo che grossomodo va dal III al VI secolo. In questo periodo si registrò una profonda trasformazione politica, sociale, culturale ed artistica, che condusse dall'antichità al medioevo. Anche l'arte ne uscì profondamente trasformata, conseguendo una rottura definitiva con la tradizione naturalista dell'arte greca e romana classiche e dando origine, alla fine di un lungo processo, alle nuove civiltà bizantina e carolingia.

## Periodizzazione
La periodizzazione indicativa del periodo dell'arte tardoantica non è unanimemente accettata. Il termine di inizio si può porre tra il III e IV secolo (anarchia militare dopo Commodo, ascesa al potere di Diocleziano o di Costantino), per terminare convenzionalmente nel corso del VI secolo, prima o dopo le guerre gotiche e in ogni caso non oltre l'invasione dei Longobardi in Italia (568).
Stabilire un anno esatto di inizio e di fine, per quanto didatticamente corretto, non ha molto senso per i fenomeni artistici antichi, che comunque sono legati a tendenze che si sviluppano in tempi di almeno media durata.

## Storia degli studi
L'arte tardoantica fu un momento di rottura rispetto alla precedente tradizione, con lo sviluppo di un nuovo linguaggio e di nuove concezioni che fino ad allora erano state relegate (con qualche eccezione) ai settori dell'arte plebea e provinciale romana, cioè l'arte praticata dalle classi inferiori o periferiche dell'Impero.
Molta presa ha avuto nella storia degli studi (e della percezione in generale di questo periodo) il concetto di "decadenza". In realtà questo giudizio negativo era legato a una percezione del valore dei prodotti artistici che contrapponeva le opere dell'antichità classica ("pure, perfette, apparentemente create senza sforzo") a quelle dopo la rottura ("dure, contorte, talvolta grossolane"), sottintendendo un declino di tutte le capacità tecniche e creative. In realtà la percezione di decadenza, nata nel Rinascimento, fu un fenomeno molto soggettivo: per gli umanisti del Quattrocento era iniziata con la fine dell'Impero, per gli accademici del neoclassicismo era iniziata con la morte di Alessandro Magno e la fine dell'arte greca classica (fine del IV secolo a.C.), comprendendo quindi anche quell'arte romana che aveva fatto da ispirazione per gli artisti rinascimentali.
Lo storicismo ottocentesco fu il primo a guardare allo svolgersi e all'articolarsi della sequenza storica nel suo insieme. A superare il modello settecentesco negli studi di storia dell'arte furono Franz Wickhoff e Alois Riegl, i due fondatori della Scuola viennese di storia dell'arte che, tra il 1895 e il 1901, per primi elaborarono la teoria del cambio di gusto (Kunstwollen) contrapposta a quella della "decadenza". Secondo loro ciò che avvenne fu un passaggio da un'arte basata su una concezione plastica a una con una concezione pittorica, da valori tattili a valori ottici, da una visione ravvicinata a una a distanza. In questa prima rivalutazione l'arte romana e in particolare quella del basso impero era stata alla base dei nuovi "schemi" iconografici trasmessi all'arte bizantina e a quella medievale, preparando il terreno al trapasso tra la civiltà artistica antica e quella dell'età di mezzo.
Nei decenni successivi è stato superato anche il modello del "cambio di gusto". Ranuccio Bianchi Bandinelli ha dimostrato come il linguaggio tardoantico fosse nato da fattori ben più complessi e stratificati che non una "moda" o un fenomeno intellettualistico. In questo inquadramento storico diventa evidente che i modi dell'arte classica sarebbero stati del tutto inappropriati al contenuto di questa età, che ha quindi prodotto una forma artistica collimante coi suoi modi di sentire: perciò la forma tardoantica ha piena validità come espressione del proprio tempo. Ne è indice anche l'uso residuo degli schemi classici in una esangue produzione convenzionale e aristocratica, legata soprattutto all'artigianato artistico ed alla suppellettile preziosa, che la vecchia critica artistica seguì per l'esposizione storica, tralasciando come "secondaria" e "decadente" la reale espressione artistica dei tempi ormai mutati e dei nuovi rapporti tra gli uomini.

## Cause della rottura
L'abbandono della forma ellenistica, con le sue eleganze, il corretto e spontaneo rapporto anatomico nelle figure umane, non fu causato esclusivamente dalle invasioni barbariche e dall'affermarsi del Cristianesimo coi suoi nuovi valori sociali, come si teorizzava fino alla prima metà del Novecento. La rottura avvenne, in realtà, per un insieme di cause, interne ed esterne, più complesso e fu innescata innanzitutto (ben prima delle invasioni e del successo dei cristiani) dall'instabilità istituzionale di quella fictio iuris che era la Repubblica romana durante l'impero (di fatto monarchico), originando una serie di molteplici e sempre più complesse contraddizioni che portarono a ondate successive di crisi. Gli attriti tra l'autorità fittizia del Senato e l'autorità effettiva del comandante imperiale (cioè dotato di impero, di facoltà di comandare l'esercito) portavano lo Stato sull'orlo di una crisi ad ogni successione, nonostante i vari espedienti adottati fin dall'epoca di Augusto, dalle adozioni alle designazioni.
La rottura degli equilibri politici fece sì che più grave fosse la crisi negli scontri tra le legioni stanziate sui confini e i gruppi etnici che vi premevano (pare ormai appurato un effetto "domino" in quelle popolazioni, dovuto a un peggioramento climatico, che raffreddò l'ambiente e inaridì i pascoli). Questo disequilibrio tra le forze in campo nelle campagne belliche sbilanciò il rapporto tra spese militari e bilancio dello Stato, che rese necessaria la svalutazione della moneta (dalla lega argentea del 97% a poco più del 5% nel 260) che portò una travolgente inflazione e rese la pressione tributaria insostenibile, soprattutto nelle province. Sommando le varie cause, nello stadio terminale della crisi, si giunse a una paralisi quasi totale dei commerci.
A tutto questo vanno aggiunte le confische di terreni a beneficio dei barbari acquartierati stabilmente a difendere i confini dell'impero, con pesanti contraccolpi sulla classe rurale e sulla media borghesia provinciale: in un contesto del genere ogni nuova richiesta da Roma appariva come un nuovo marchio di soggezione e la presenza dei barbari veniva ormai vista come una liberazione.
Gli imperatori romani, naturalmente, cercarono di arginare la crisi, riuscendo, talvolta, anche a invertire temporaneamente la rotta che portava inesorabilmente verso la disgregazione dell'Impero. Settimio Severo (193-211) promosse alcune riforme accompagnate a tendenze monarchiche assolute, che non solo non seppero contrastare la crisi, ma accentuarono la rottura col passato; neppure Gallieno raccolse i frutti sperati dalle sue iniziative; solo con Diocleziano, grazie alla radicale riorganizzazione amministrativa, militare e fiscale e grazie a una nuova politica verso i barbari si arrivò a una stabilizzazione, anche se la società e lo Stato che uscivano dalla crisi erano, ormai, profondamente cambiati. L'ultimo esperimento, come sistema di successione imperiale, fu la tetrarchia, peraltro, fallito anch'esso, prima di arrivare al semplice principio di ereditarietà con Costantino. Alla fine, il senato, espressione dell'aristocrazia romana tradizionale, uscì esautorato di qualsiasi potere, se non formale, con le strutture statali ormai in mano alla borghesia rurale italica e provinciale, dalla quale uscivano militari professionisti e perfino gli stessi imperatori. Un tale sovvertimento sociale ed economico produsse incertezza nel futuro, angoscia, disperazione, ma anche senso di rivolta, attesa di un mutamento per talune classi, mentre per altre desiderio di evasione, di isolamento, di fuga dalla realtà tramite l'astrazione nel pensiero metafisico, irrazionale. La crisi spirituale, che si riflette profondamente nella produzione artistica, ebbe tre correnti principali: 
1. una filosofica, legata alle correnti misticheggianti e al neoplatonismo di Plotino;
2. una pagana, legata alle nuove religioni misteriche, salvifiche o di fratellanza ed esaltazione collettiva (culto di Cibele, culto di Mitra, culto di Iside);
3. una, infine, legata al Cristianesimo, simile inizialmente alle altre discipline religiose orientali, ma ben presto dotata di un'organizzazione capillare e centralizzata, che agì in maniera più rivoluzionaria e in opposizione all'impero, al quale mirava, come entità universale ed eterna.

## Caratteristiche
La maniera tardoantica non rappresentò realmente una novità, ma si sviluppò abbastanza linearmente dal filone dell'arte plebea e provinciale romana, cioè l'arte praticata dalle classi inferiori o periferiche dell'Impero. In concorso con particolari condizioni storiche che videro l'ascesa al potere di personaggi provenienti sempre più frequentemente dalle province e con l'innesto su queste esperienze delle concezioni barbariche, si arrivò a un totale superamento della maniera ellenistica, che, comunque, ormai, all'epoca di Diocleziano o Costantino era svuotata del suo contenuto originario. All'inizio del III secolo il graduale allontanamento dagli stilemi dell'arte greca (leggi della prospettiva, del colore, delle proporzioni, dell'equilibrio organico naturalistico e della coesione formale delle figure) coincise con un abbandono vero e proprio, realizzatosi nel giro di poco meno di cento anni. Sicuramente pesarono nella svolta la situazione politica, economica e sociale, che nei momenti di difficoltà portava le persone al bisogno di evasione e distacco, concretizzatosi nello slittamento verso l'irrazionale, come confermato anche dalle nuove forme di spiritualità che si diffusero in quel periodo. A ciò va aggiunta la scalata al potere di nuove classi legate all'esercito e alle province rurali, che non si riconoscevano nelle manifestazioni artistiche della vecchia aristocrazia senatoria.
La nuova arte dominante comportò autentiche rivoluzioni:
- il ribaltamento di tutte le prospettive su un piano unico;
- le proporzioni tra figure o tra le parti di esse, non più secondo natura, ma secondo una gerarchia "morale";
- la perdita della coesione organica tra le parti di una figura;
- l'uso del trapano nel creare ombre scavando solchi in negativo, piuttosto che modellare un volume a somiglianza dell'originale;
- la percezione slegata dei singoli elementi, che assumono forme autonome e acquistano significati astratti;
- la preferenza per la posizione frontale per i personaggi principali, legata ad ascendenze religiose;
- la caduta degli indugi nel ridurre la rappresentazione della figura umana ("nobile" per i greci) a mera decorazione riempitiva, contorta e distorta.

Il filone popolaresco dell'arte fu anche quello che per primo recepì un contenuto cristiano. Cristianesimo e invasioni barbariche non furono altro che due degli elementi che contribuirono a dare all'arte la sua nuova fisionomia, ma nessuno dei due fu determinante.
Fu proprio quest'originalità che causò l'inevitabile superamento di un modo di fare arte (quello greco-ellenistico) ormai stanco, retorico, indebolito da revival e imitazioni.

## III secolo
L'arte della Tarda Antichità si fonda su quella del III secolo, periodo di crisi tanto profonda, che portò alla rottura dell'identità culturale, militare, amministrativa, spirituale ed artistica dell'Impero Romano. 
Il periodo considerato è compreso tra la morte di Commodo, avvenuta il 31 dicembre 192, e l'ingresso di Costantino a Roma, il 29 ottobre 312. Tale periodo viene diviso in tre parti:
- governo della dinastia dei Severi, dall'avvento di Settimio Severo, nel 193, alla morte di Alessandro Severo, nel 235;
- governo degli imperatori militari, 235-284 (anarchia militare);
- Diocleziano e la Tetrarchia, 284-312.

Diocleziano fu costretto a creare un nuovo sistema per assicurare la stabilità del potere e la sicurezza della successione imperiale. Pertanto, egli pensò ad un gruppo di quattro persone, che per adozione e per matrimonio, formassero una famiglia imperiale: i due Augusti, possessori del potere supremo, uno per la parte orientale ed uno per la parte occidentale dell'Impero, affiancati dai due Cesari, imperatori più giovani, subordinati agli Augusti e destinati alla successione.
Durante il periodo degli imperatori-soldato le armate si trovavano generalmente in rivolta: i comandanti proclamati imperatori dai soldati erano in guerra tra di loro e trascuravano la difesa dei confini. Mancava un'autorità centrale. La situazione s'aggravò per l'agitazione dei barbari, specialmente i Germani e i Persiani, che avevano iniziato l'invasione dei territori dell'Impero e, a causa dell'anarchia militare, il limes subì una contrazione in Europa, in Asia e in Africa. La guerra civile, le invasioni barbariche e, infine, la peste contribuirono allo spopolamento delle province. L'insicurezza dei traffici e le difficoltà del commercio causarono la svalutazione monetaria ed una regressione della produzione. Le fortune private erano in gran parte compromesse, serpeggiava il malcontento: in 50 anni tutta la società romana si era trasformata.
La crisi morale che accompagna la crisi politica ed economica non è meno grave. Gli avvenimenti del III secolo hanno profondamente cambiato i costumi. I disordini e le difficoltà della vita materiale hanno determinato una decadenza della vita intellettuale. Allo stesso modo nel campo religioso il disordine ha contribuito alla crisi morale. I cristiani e i pagani che tentavano di trovare nella vita religiosa una forza contro il malessere dell'epoca erano in lotta fra di loro.
I pagani cercavano una ragion d'essere per i loro dei, antichi e moderni. Per dare a questi numerosi dei una certa coerenza Aureliano favorì il culto del Sole come se si trattasse di una divinità superiore alle altre. Tale idea di un dio superiore, che si manifesta attraverso il Sole, era ancora viva sotto Costantino. Rendendosi conto della profonda frattura religiosa, gli imperatori perseguitarono i cristiani con maggior rigore che i loro predecessori. Particolarmente severe furono le persecuzioni di Decio e di Valeriano alla metà del secolo. Interrottesi nel 260 con Gallieno, esse furono riprese da Diocleziano.
Infine, in collaborazione con Licinio, Costantino assicurò la vittoria al Cristianesimo in tutto l'Impero. Diocleziano era arrivato ad assumere il potere con lo spirito e il temperamento di un riformatore. Assistito dagli altri membri della Tetrarchia e poi con la successione di Costantino, egli era riuscito a creare un nuovo stato. Dopo un trentennio di regime rigoroso lo stato presentava un assetto ben diverso da quello del III secolo.

### Sarcofagi

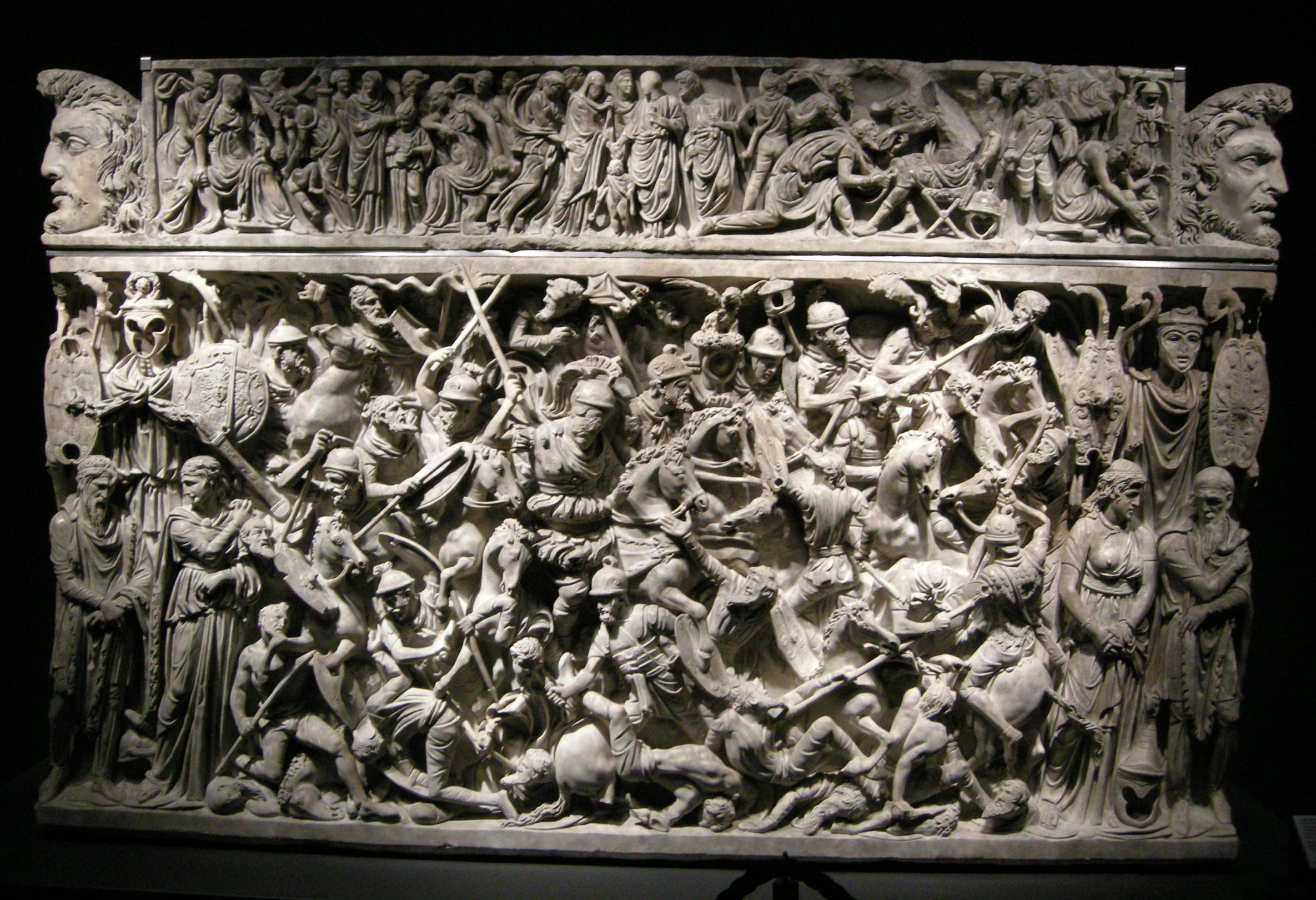
Il cosiddetto sarcofago di Portonaccio della fine del II secolo. Museo Nazionale Romano (Palazzo Massimo alle Terme), Roma.

Lo studio dell'arte del III secolo presenta delle difficoltà causate dalla mancanza di monumenti datati. La produzione considerevole di ritratti e di sarcofagi del III secolo, nel cinquantennio che va dal 235 al 285, mostra una tale differenza di stili che non è possibile riconoscere uno sviluppo continuo. I sarcofagi del III secolo, date le considerevoli dimensioni e la decorazione scultorea, particolarmente curata, erano destinati a trovare posto nei mausolei. A parte i sarcofagi eseguiti da officine locali, i Romani si sono serviti di sarcofagi importati dall'Africa e dall'Asia Minore.
Nella seconda metà del III secolo cessa l'importazione dell'Attica e dell'Asia Minore. Gli studi del Rodenwaldt hanno potuto stabilire un certo ordine nella successione cronologica dei vari sarcofagi. Agli inizi del III secolo si collocano i grandi sarcofagi con scene di battaglia eseguiti probabilmente per gli anziani generali di Marco Aurelio. L'esemplare più significativo è il sarcofago scoperto nel 1931 presso il quartiere Portonaccio a Via delle Cave di Pietralata, databile verso il 190-200.

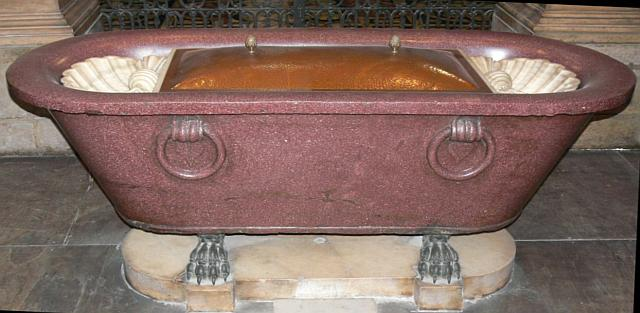
vasca funeraria in porfido egiziano preparato da Massimiano (III secolo) per il proprio mausoleo a Milano. Dopo varie destinazioni è stato adibito a battistero nel Duomo, dove si trova tuttora.

#### Sarcofagi con scene di caccia
Il sarcofago con scena di caccia di Palazzo Mattei, noto come Mattei I, ricorda quello di New York per la composizione e l'esecuzione delle figure, ma denota l'attività di un'altra officina. Il rilievo è più aggettante e il gusto più classicistico. Il soggetto è nettamente romano: rappresenta il coraggio del cittadino romano, personificazione della virtus. Partendo dal Mattei I, il Rodenwaldt ha suddiviso i sarcofagi del periodo 220-270 come segue.
Il sarcofago Mattei I, il più antico esemplare con scena di caccia al leone, è databile, per il ritratto del protagonista che ricorda quelli di Caracalla, all'età di questo imperatore (220 d. C. circa).
La fase successiva è rappresentata dalla fronte del sarcofago applicata sulla facciata del Casino Pallavicini-Rospigliosi. Il defunto è qui raffigurato in due momenti: a sinistra la partenza per la caccia, e a destra l'attacco al leone. Il ritratto si colloca alla fine del regno di Alessandro Severo, verso il 235. Tra i vari personaggi vi sono maggiori spazi e la plastica è più accentuata che nei sarcofagi precedenti.
Al contrario su un altro sarcofago di Palazzo Mattei, il Mattei II, sempre con caccia al leone, i gruppi sono più compatti, i volti realistici e le pieghe dei vestiti più rigide. Si data intorno al 250.
La serie di sarcofagi con caccia si chiude col sarcofago a tinozza dello scalone del Museo Capitolino datato alla metà del III secolo.

#### Sarcofagi con scene mitologiche
I sarcofagi con scene mitologiche sono di difficile datazione a meno che non si riesca ad individuare l'identità dei personaggi cui erano destinati. È il caso del sarcofago di Balbino: esemplare di notevoli dimensioni che si data all'anno della morte dell'imperatore, il 238. Sul coperchio sono raffigurati sdraiati Balbino e la moglie. Sulla fronte il primo, nel costume ufficiale del guerriero e accompagnato dalla moglie, offre un sacrificio. Egli è rappresentato una seconda volta nella scena della dextrarum iunctio (l'unione delle destre) con la moglie, tema ricorrente anche su altri sarcofagi. Il rilievo di stile classicistico è forse opera di scultori greci particolarmente bravi.

Il Sarcofago Grande Ludovisi con scena di battaglia tra Romani e Germani

Il grande sarcofago della collezione Ludovisi, decorato da un'animata scena di battaglia, era destinato ad Ostiliano, figlio dell'imperatore Decio, morto nel 251. Il giovane principe non è rappresentato nel pieno della battaglia, ma come trionfatore, invictus, attorniato dagli ufficiali della guardia del corpo, secondo l'usanza orientale. Il sarcofago è certamente un capolavoro, opera d'artisti di rilievo, ma non ci è dato riconoscere tra i sarcofagi pervenutici opere del medesimo artista, o della stessa officina, d'alto livello.
Il sarcofago di Acilia, conservato nel Museo Nazionale Romano, sezione del Palazzo Massimo alle Terme a Roma, fu commissionato per una coppia di un'importante famiglia senatoria. È un sarcofago a tinozza, con la rappresentazione, secondo il costume greco, dei sette saggi e delle nove muse, che decorano i quattro lati. Il rilievo assai pronunciato richiama l'opera di un maestro greco. Le teste dei personaggi principali, senza dubbio dei ritratti, sono perdute. Rimane un solo ritratto, quello di un giovinetto, nel quale è da riconoscere l'imperatore Gordiano III (238-244) secondo l'identificazione del Bianchi Bandinelli. Il sarcofago dovette essere stato eseguito per il padre di Giordano III, un senatore che aveva anche il rango di consularis. Il ritratto di Giordano sostituì la testa di uno dei saggi, quando il giovane imperatore vi fu seppellito.

#### Sarcofagi di saggi e muse
Il genere dei sarcofagi di saggi e muse, classificati dal Rodenwaldt, era in voga nel terzo quarto del III secolo. I primi esemplari dimostrano la nuova reazione classicista verificatasi durante i regni di Valeriano e Gallieno (253-266). Tale reazione si ebbe anche nelle province galliche dove regnò come imperatore Postumo (258-267), com'è testimoniato anche dalle emissioni monetali di questo principe. Su un sarcofago del Museo Torlonia, del 250-260, una coppia di sposi è raffigurata come Filosofia e Musa, lui come il settimo Saggio e lei come la nona Musa.
Lo stile di tali sarcofagi è più classicheggiante, più moderato di quello dei sarcofagi precedenti. Un altro sarcofago con Muse è il cosiddetto Torlonia e presenta una coppia di sposi. Il sarcofago si collega agli inizi dell'età tetrarchica, verso il 270-275. I sarcofagi con leoni e quelli con filosofi hanno probabilmente ispirato gli artisti dei primi sarcofagi cristiani.
Sul sarcofago della via Salaria, al Museo Lateranense, i leoni dei sarcofagi pagani del terzo quarto del III secolo sono sostituiti dagli arieti.
Sul sarcofago di Santa Maria Antiqua sono raffigurati dei personaggi rassomiglianti ai Saggi dei sarcofagi pagani. Tale sarcofago si colloca verso il 260-270, dopo la persecuzione di Valeriano contro i cristiani interrotta per ordine di Gallieno.

### Scultura
Nel periodo della Tetrarchia (284-312) l'arte risente della crisi politica e morale, ma anche di quella economica, che impedisce l'importazione delle opere d'arte dalla parte orientale dell'impero, mentre gli artisti greci non vengono più in Italia. Lo stile di quest'epoca presenta lo stile caratteristico della “maniera popolare”.
Alcuni monumenti ben databili possono guidarci nella datazione delle opere di questo periodo. La base dei Decennalia del 303 e il monumento ai Tetrarchi del 293-303 sono esempi in cui mancano quasi del tutto i richiami allo stile ellenistico.

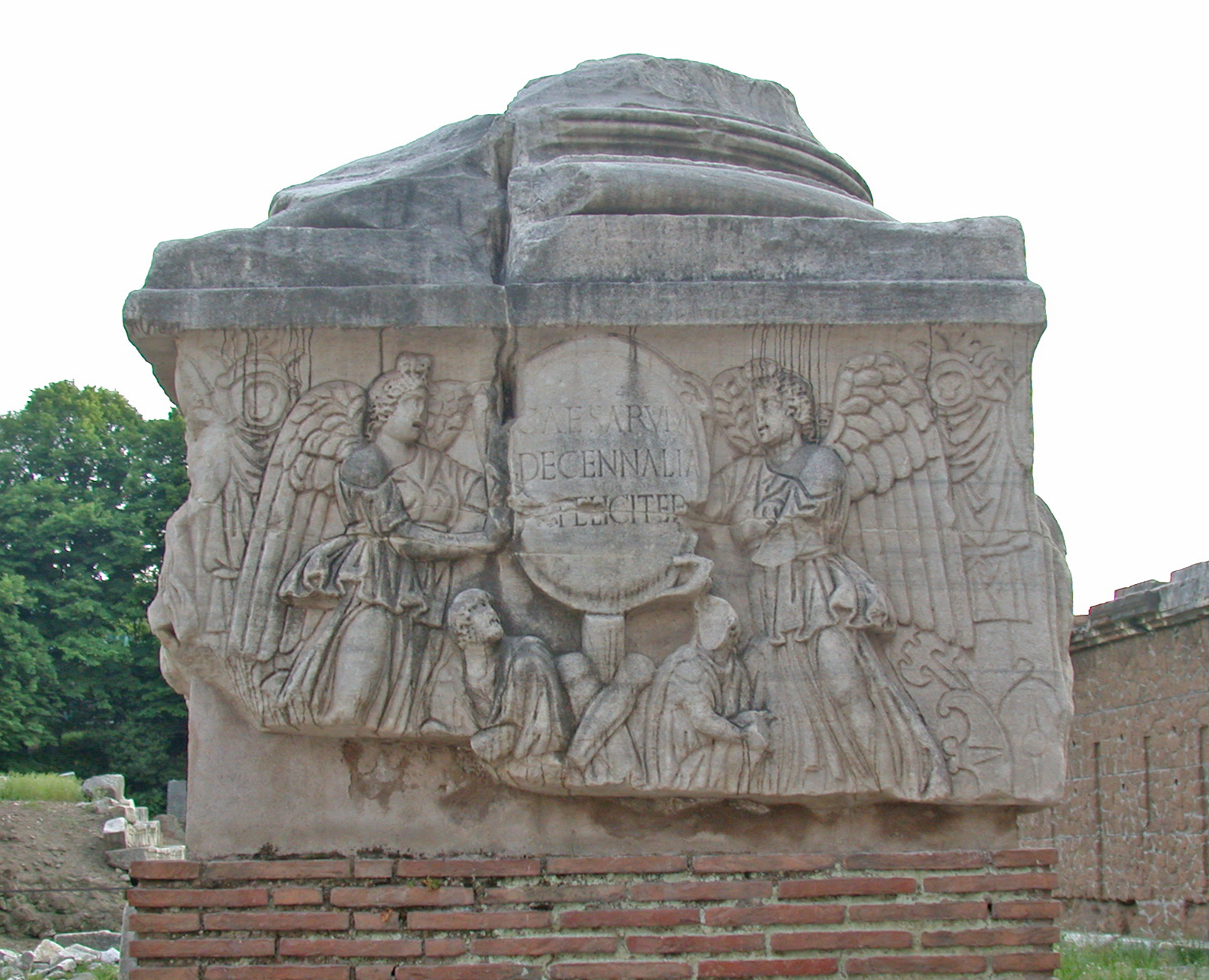
Base dei Decennalia
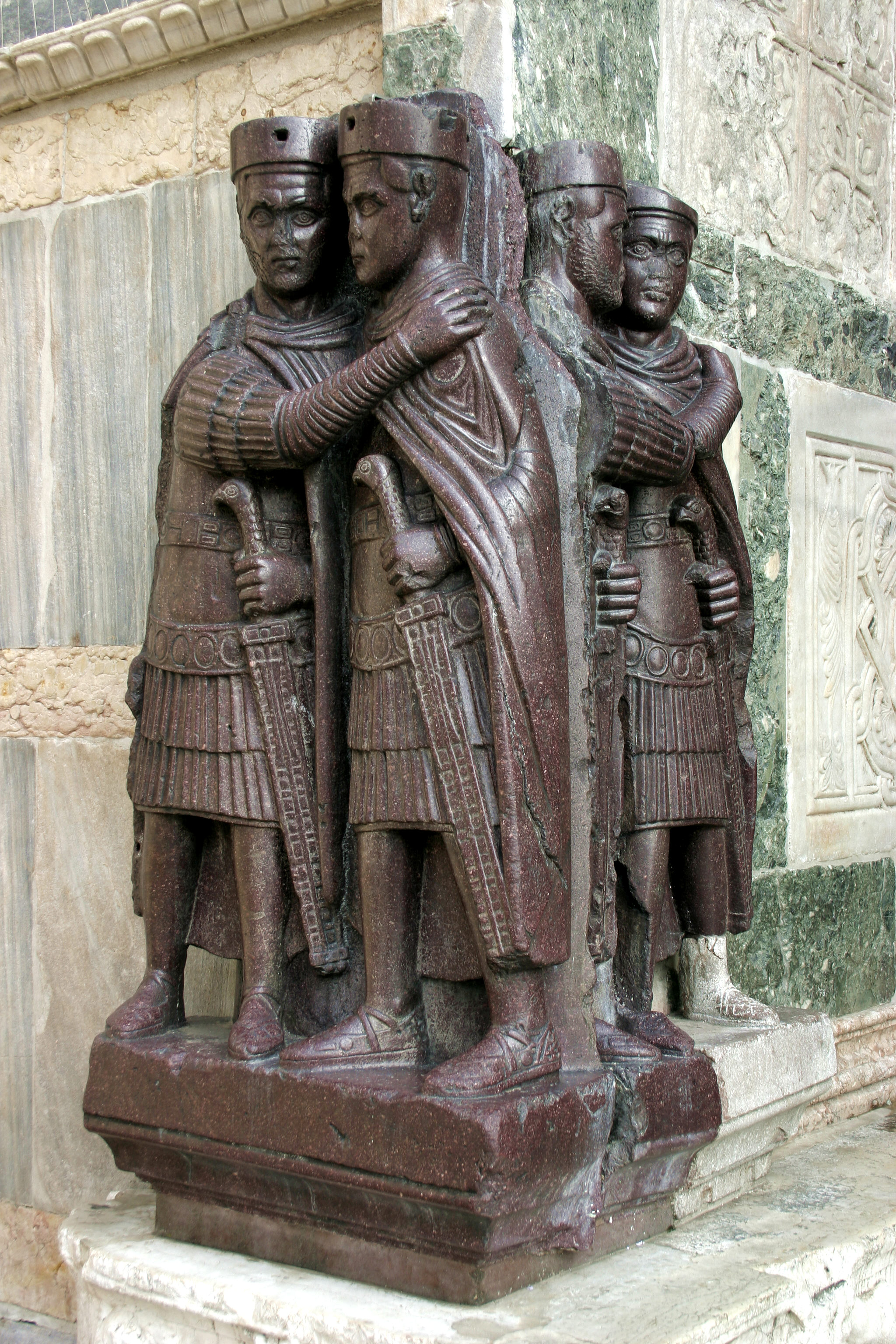
Monumento ai Tetrarchi

### Architettura
L'architettura, inoltre, in questo periodo giunge a risultati estremamente interessanti. Le città scelte dagli imperatori come luoghi di residenza approfittarono di tale posizione di privilegio in quanto i Tetrarchi, in gara fra loro, cercarono di far costruire monumenti sempre più importanti.
Diocleziano a Nicomedia, in Bitinia, fece erigere senza dubbio edifici monumentali, ma malauguratamente i loro resti sono insignificanti e non sono mai stati studiati seriamente.

#### Il palazzo imperiale di Antiochia
Ad Antiochia, antica capitale, la costruzione del palazzo imperiale fu iniziata da Gallieno, continuata da Probo e ultimata da Diocleziano. Situato su un'isola dell'Oronte, il Palazzo sembra un castello fortificato, circondato da mura con torri. Strade porticate lo dividevano in quattro sezioni. La strada che conduceva all'ingresso del palazzo era più breve delle altre.
Sotto molti aspetti il Palazzo d'Antiochia ricorda quello di Spalato, eretto più tardi. La facciata settentrionale guardava sulla riva del fiume, particolare che si ritrova anche a Spalato. Anche ad Antiochia nei pressi del palazzo vi era il circo, come nel palazzo imperiale di Roma. La presenza del circo vicino ai palazzi imperiali è spiegabile come luogo di riunione per il popolo, e sembra sia ritenuta indispensabile per questo scopo.

#### Il palazzo imperiale di Spalato e i monumenti di Tessalonica
Dopo l'abdicazione del 305, Diocleziano si ritirò nel palazzo fortificato di Spalato, presso Salona. La costruzione imponente esiste ancora in parte dato che gli abitanti di Salona si rifugiarono entro le sue mura quando nel VII secolo furono minacciati dall'invasione degli Avari. Più tardi il palazzo si chiamò Spalato, oggi Split. 
La costruzione e la decorazione mostrano influssi orientali, come se Diocleziano fosse stato influenzato dallo stile delle città dove aveva soggiornato, come Antiochia e Nicomedia, e probabilmente fece venire architetti ed artisti dalla parte orientale dell'impero.
A Tessalonica, la città che fu residenza di Galerio fino al 311, anno della sua morte, l'imperatore fece erigere il palazzo, il circo, l'arco di trionfo e il mausoleo; la via colonnata collegava il palazzo con l'arco. Come Diocleziano, anche Galerio si servì di maestranze orientali. Verso la fine del IV secolo, Tessalonica fu residenza di Teodosio I, al quale si deve la trasformazione della cosiddetta Rotonda nella chiesa di San Giorgio.

#### Milano capitale dell'impero

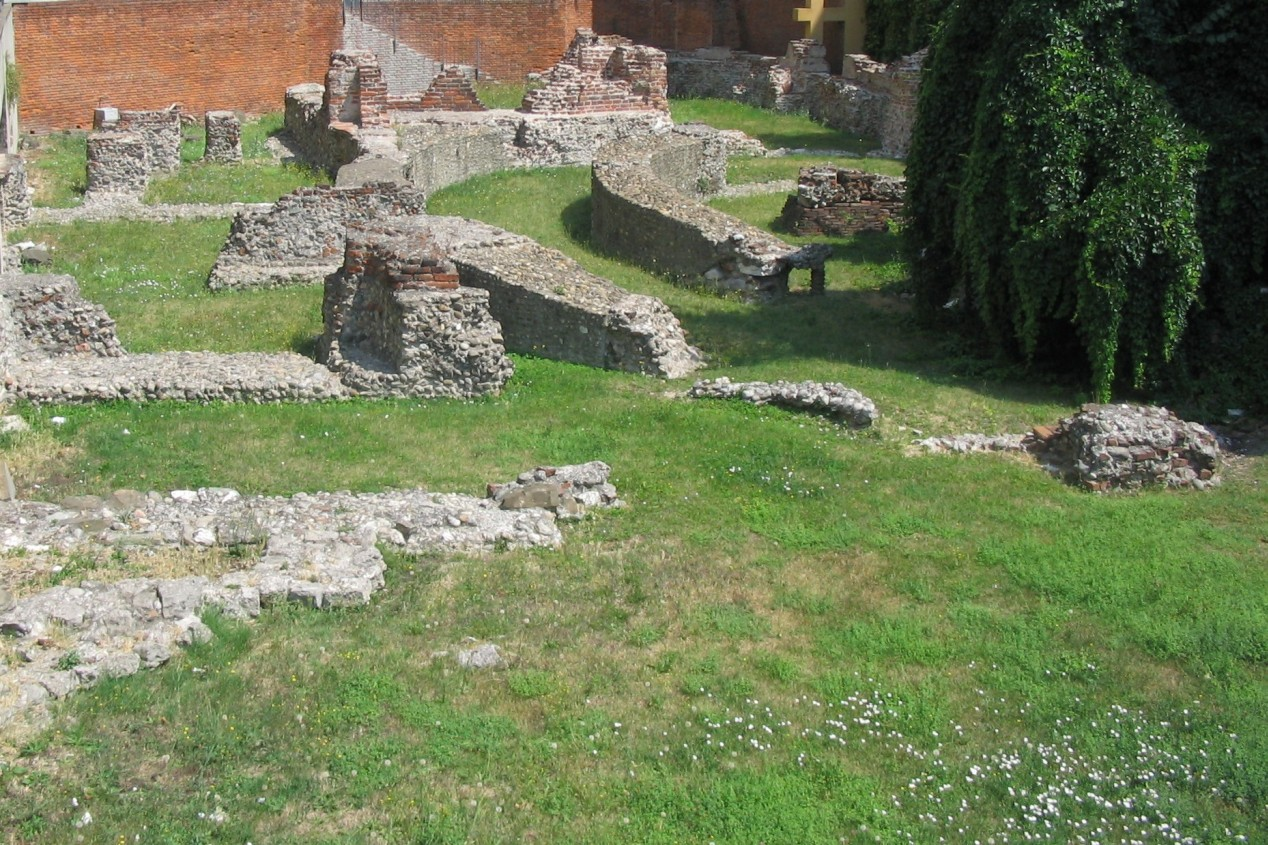
Milano, resti del palazzo imperiale

Milano divenne una capitale dell'Impero quando Massimiano vi fissò la propria residenza nel 286. A lui si deve la nuova cinta muraria con uno sviluppo di circa 4.5 km, arricchita da numerose torri a 24 lati, le grandiose "terme erculee" a est e un mausoleo (uguale a quello di Diocleziano a Spalato) preparato per sé stesso. 
A Milano vi era un complesso di palazzi imperiali di grandi dimensioni. Questo complesso (come di norma) confinava col circo. Quello di Milano era vicino alle mura, e nella parte monumentale era dotato di due grandi torri. Le sue dimensioni erano di 70 × 85 m. Milano rimase residenza imperiale da Massimiano ad Onorio.

#### Le altre residenze imperiali
Aquileia, altra residenza imperiale dell'età di Massimiano, aveva anch'essa un palazzo e un circo, di cui si conosce ben poco.
Costruzioni considerevoli si trovano anche ad Arles, ma la città ebbe una certa importanza solo sotto Onorio, verso il 400, quando fu sede dell'amministrazione centrale.
Ancora a Massimiano è stata attribuita nel passato la grandiosa villa di Piazza Armerina, ritenuta la sua residenza dopo l'abdicazione del 305, ma l'ipotesi di una destinazione imperiale non è più oggi plausibile, e non viene più sostenuta dagli studi recenti.
Anche Treviri con Costanzo Cloro fu una delle sedi amministrative dell'Impero. Le ricerche, intraprese dopo la seconda guerra mondiale, hanno portato alla luce, sotto la cattedrale, resti di pitture, facendo pensare che questo sito fosse la sede del palazzo dei Tetrarchi. Tuttavia, proprio in questo luogo non sono stati ritrovati i resti del palazzo.

#### I monumenti a Roma
Roma, antica capitale del mondo mediterraneo, fu ornata da Diocleziano di terme grandiose, che furono inaugurate nel 305.
Infine Massenzio, l'ultimo imperatore realmente romano, quando fu residente a Roma, dal 306 al 312, fece erigere: la Basilica Nova, detta anche di Costantino per via delle modifiche apportate da quest'imperatore; i monumenti eretti in onore di Romolo morto in tenera età: il Mausoleo sulla via Appia, il circo e il Palazzo vicino al circo.
All'inizio del suo regno, Costantino continuò l'opera di Massenzio, con le terme che portano il suo nome e con la Basilica di San Giovanni in Laterano, la più antica chiesa cristiana di Roma. Quest'ultima costruzione inaugura l'architettura del Tardo Antico.
Questo quadro sugli aspetti della cultura artistica del III secolo può essere concluso, ribadendo che in questo periodo non s'afferma uno stile particolare, ma che lo stile “classico” s'alterna a quello “popolare”.
La dispersione delle attività nel periodo della tetrarchia causa profonde trasformazioni: Roma non è più il centro dell'Impero, né dell'arte imperiale. Per l'attività dei Tetrarchi l'arte imperiale si è diffusa in più centri.
Quanto all'Arco di Costantino a Roma possiamo anticipare che esso rappresenta la logica continuazione dell'arte della tetrarchia e nel medesimo tempo è da ritenere come punto di partenza dell'arte della tarda antichità.

### Mosaici
Uno dei più importanti scavi riguardo all'arte musiva è quello avvenuta ad Antiochia sull'Oronte, dove sono venute fuori figurazioni di assoluta fedeltà ellenistica, che hanno fatto accantonare che le novità stilistiche della tarda antichità fossero giunte a Roma dall'Oriente: in questo contesto il caso delle pitture della sinagoga di Dura Europos rimane del tutto isolato.
Il mosaico pavimentale del III secolo venne rinnovato solo nel repertorio decorativo non figurato, dove si diffuse un gusto che preferiva gli intrecci e gli effetti prospettici. Da rilevare è una maggiore indipendenza del mosaico rispetto alla pittura, con l'uso di tessere di dimensioni maggiori che danno alle raffigurazioni un tocco più fortemente "impressionistico" di quanto avveniva nelle scene dipinte (che pure si stavano incanalando in una direzione stilistica analoga).
Tra tutte le province dell'impero, solo quelle africane occidentali, proprio nel mosaico, sviluppano un linguaggio artistico originale in gran parte autonomo (Byzacena, Numidia e Mauretania). Qui si sviluppò, accanto alle tradizionali scene mitologiche, un repertorio peculiare, che comprendeva scene di caccia, agricoltura e altri episodi di vita reale della regione, dotate di notevole realismo. Il fiorire artistico coincise con la grande stagione della letteratura e della polemica religiosa cristiana delle province africane occidentali.
Nei famosi mosaici della villa di Piazza Armerina lavorarono maestranze africane (e forse anche romane, come testimoniano alcuni motivi di derivazione sicuramente urbana) per un insieme di circa 3500 m². Gli esami sulle murature hanno datato la villa e i mosaici stessi a una successione di tempi che va all'incirca dal 320 al 370.

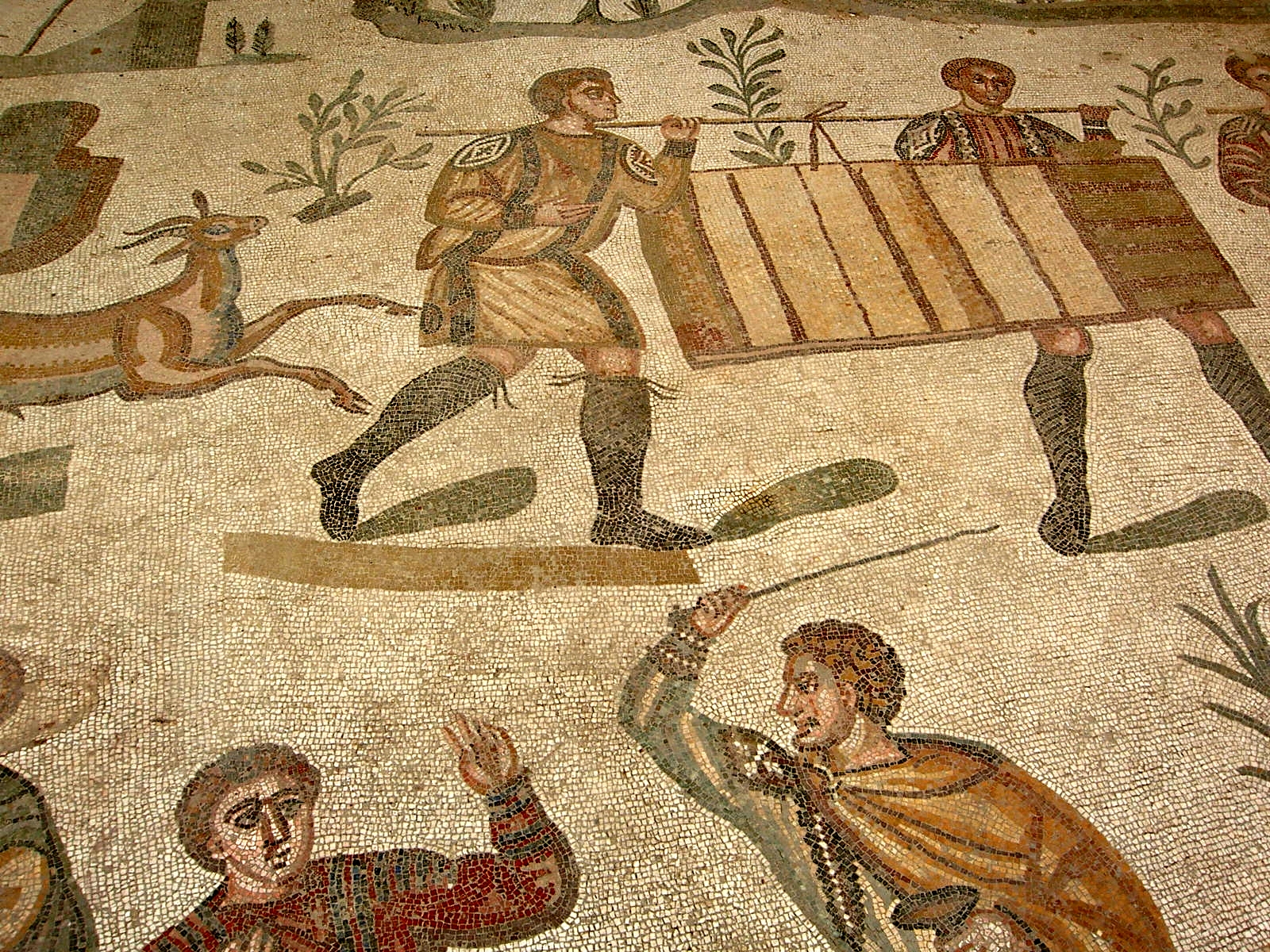
Mosaici della villa di Piazza Armerina
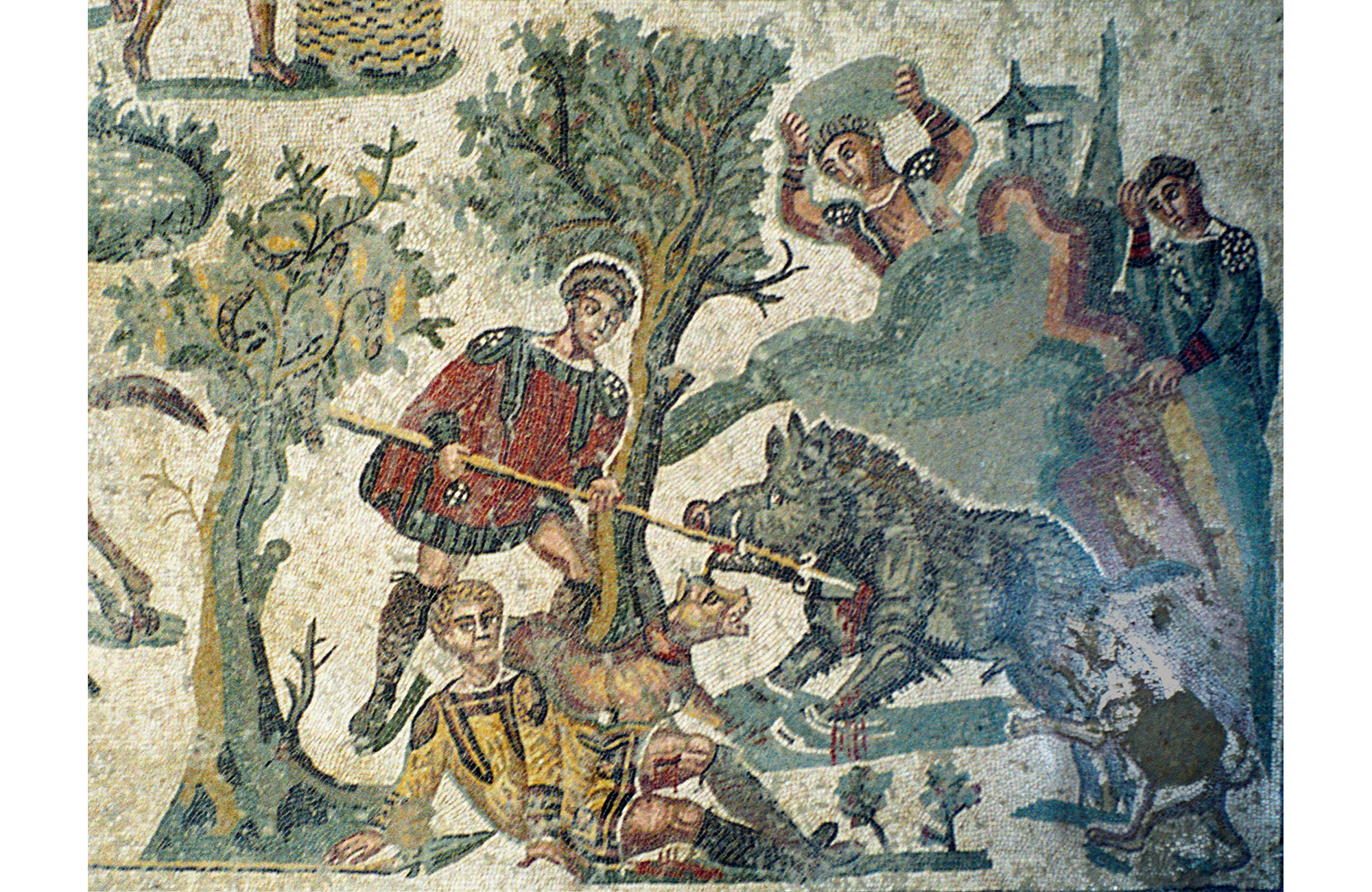
Mosaici della villa di Piazza Armerina
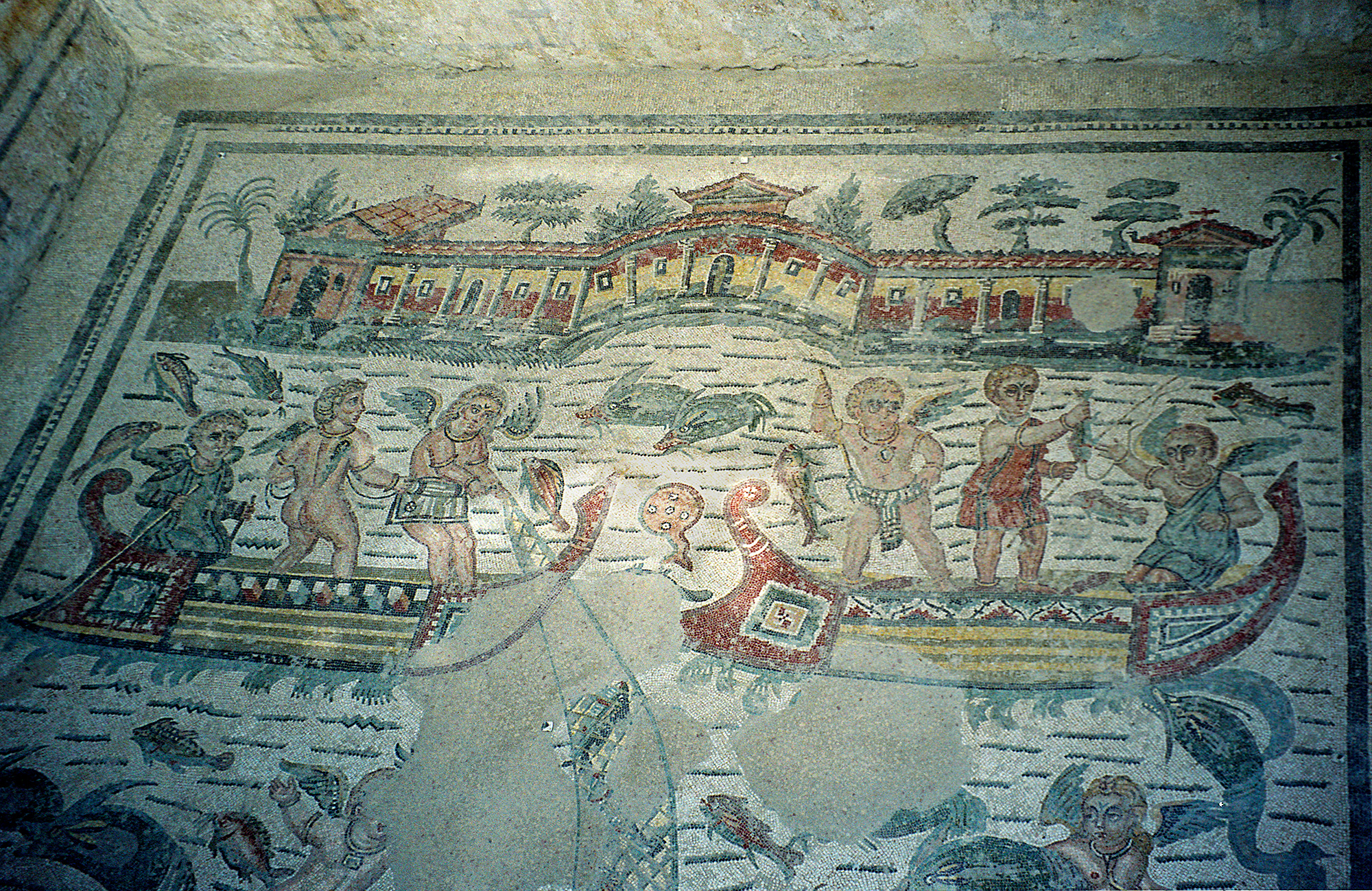
Mosaici della villa di Piazza Armerina

### Toreutica e vetro
Grande importanza nella produzione artistica dell'epoca rivestono anche gli oggetti preziosi, le coppe, il vasellame d'argento con rilievi a sbalzo (ad esempio il cofanetto di Proiecta) e i vetri, verso i quali i Romani del III secolo sembra nutrissero una predilezione. Il vetro non veniva ormai più prodotto solo ad Alessandria, ma anche a Aquileia e a Colonia sul Reno.

## IV secolo
Per la storia dell'arte il IV secolo comincia con l'ingresso di Costantino a Roma nel 312 e termina sia nel 402, anno in cui Onorio trasferì la sua residenza a Ravenna, sia nel 408, anno della morte di Arcadio, quando i Goti di Alarico saccheggiarono Roma.
In occidente il sacco di Roma da parte dei Goti causò un'interruzione dell'attività artistica: a Costantinopoli le colonne erette in onore di Teodosio I e Arcadio oltre che di Marciano, con le loro sculture, danno un'idea dell'arte degli anni precedenti la morte di Arcadio, anzi c'informano della situazione artistica dei due centri dell'Impero intorno al 400.
A Roma, l'arco di Costantino è il monumento più antico del IV secolo: le scene che narrano fatti di guerra sono di stile popolare, mentre le scene che illustrano gli episodi romani sono più solenni. È probabile che Costantino volle tale differenza.
Quanto alle statue dell'Imperatore, sono caratterizzate dallo stile classico: quella del Laterano, nella quale è raffigurato con corazza nel fiore degli anni, e quella della Basilica Nova, i cui frammenti si trovano nel cortile del Palazzo dei Conservatori, nella quale Costantino è effigiato come uomo maturo.
Le statue di Costantino e dei suoi figli, insieme alle statue dei Dioscuri trovate nelle rovine delle terme costantiniane, furono realizzate a Roma tra il 315 e il 330, in uno stile puramente classico.
Nel IV secolo, le opere più importanti furono realizzate nel campo dell'architettura. A Roma si continuò a costruire come s'era fatto sotto il regno di Massenzio.
Gli edifici costantiniani, come le Terme del Quirinale, le Basiliche di San Giovanni in Laterano e di San Pietro in Vaticano testimoniano un'identica capacità tecnica ed artistica.
Non si conoscono più tali monumenti nel loro aspetto originario.
L'architettura del IV secolo s'è distinta per due importanti avvenimenti: la fondazione e la costruzione delle grandi chiese a Roma.
Nella costruzione di Costantinopoli, Costantino e i suoi ingegneri ed architetti dovettero far tesoro delle esperienze maturate con l'edificazione delle residenze dei Tetrarchi, forse anche di Nicomedia, la capitale di Diocleziano. Ma, sfortunatamente assai poco rimane oggi della città costantiniana, anche se ci si può fare un'idea anche con l'aiuto delle fonti letterarie.

### Costantinopoli
Costantinopoli è situata su un promontorio sul Bosforo tra il Mar di Marmara a sud ed una baia, il Corno d'oro a nord-est. Il terreno era accidentato e collinoso, ma gli ingegneri dell'epoca erano abili nel fare il rilevamento del terreno prima di tracciare la pianta della città. Le colline orientali erano occupate dall'antica città di Bisanzio, ragion per cui la pianta della nuova città tenne conto della precedente città greca, ma s'estese ancor di più ad ovest e a nord, dove il terreno è diviso in due parti da una depressione prodotta dall'antico torrente Lykos.
Un'altra depressione che si trova sulle colline situate sul mar di Marmara e le colline più a nord-ovest fu utilizzata per il circo. Secondo l'uso, il palazzo occupò le colline a sud-est dell'ippodromo di Costantino, rilievi sui quali fu impiantata la basilica di Santa Sofia (Hagia Sophia) e, più tardi, i palazzi bizantini e turchi. Il tracciato delle strade s'individua sulle colline oltre la cinta muraria dell'antica città greca.
La via principale, la Mesé, partiva da una piazza davanti all'ingresso del palazzo reale e di Santa Sofia, e giungeva sino al foro di Costantino, nel quale esiste ancora oggi la colonna di Costantino.
Attraversava la piazza nel Philadelphion e arrivava alla chiesa degli Apostoli, per concludersi con la porta che s'apriva nella cinta muraria dietro la chiesa.
Dopo il Philadelphion la Mesé si divideva in due parti. Una seconda strada principale scendeva in direzione ovest verso il foro di Arcadio, nel quale si trova ancora in sito la base della colonna di quest'imperatore. Tale via si concludeva alla Porta triumphalis nelle mura occidentali di Costantinopoli.

### Le basiliche cristiane a Roma
Il secondo avvenimento importante per l'arte del IV secolo è la fondazione delle grandi basiliche cristiane a Roma.
Alla fine del III secolo le chiese cristiane, come quella di Dura Europos, avevano sede in ambienti di case private. Lo stesso avveniva a Roma, dove frequentemente sono venute alla luce tracce di tali ambienti destinati al culto dei primi cristiani e ubicate al di sotto delle chiese di costruzione più recente: i cosiddetti Tituli.
Dopo la battaglia del 312 Costantino fece dono al papa del Palazzo Laterano dov'egli fondò la grande basilica di San Giovanni in Laterano. 
La chiesa comprendeva un vestibolo, una grande sala a cinque navate, un transetto e al fondo un'abside. L'esistenza del transetto per la fase più antica è stata contestata da alcuni studiosi, ma gli scavi più recenti hanno dimostrato che esso esisteva sin dalle origini, ma in una forma leggermente diversa da quello posteriore.
La tipologia di San Giovanni in Laterano fu ripetuta in altre basiliche costruite da Costantino: la Basilica di San Pietro in Vaticano, quella del Santo Sepolcro a Gerusalemme e infine la basilica della Natività a Betlemme.
È interessante richiamare le questioni sorte circa la creazione di questa particolare pianta basilicale. È ovvio che la costruzione a navate in forma di basilica è antica.
In Egitto le sale ipostile, assai numerose, erano illuminate da finestre ubicate nella parte alta della navata centrale. È probabile che proprio da Alessandria il tipo della Basilica si sia diffuso nel mondo greco e in Italia. Ma ci piacerebbe conoscere oggi il punto di vista del Papa e di Costantino quando idearono per la chiesa di San Giovanni in Laterano la combinazione di una basilica a navate con un transetto. Tale questione non è stata però risolta in maniera soddisfacente. 
Per il transetto di San Pietro il Krautheimer ha notato che esso era destinato sia al servizio liturgico, per i riti e le offerte, sia alla venerazione della memoria dell'apostolo Pietro. Il transetto era riservato al clero, senza dubbio, e all'Imperatore con la sua corte. È possibile che le aule dei palazzi imperiali destinate al culto dell'Imperatore e alle cerimonie, che tale culto accompagnavano, siano servite da esempio per le chiese cristiane.
Oltre alle grandi chiese costruite intra moenia, altre basiliche furono costruite nei dintorni di Roma, presso le catacombe, in prossimità di qualche tomba di martire. Di tali costruzioni non rimangono che le fondazioni e presentano il tipo comune a navate con colonne, coperte da un tetto a capriate. Fatto notevole è che tali chiese furono costruite non sopra la tomba del martire, ma ad una certa distanza da essa.
Evidentemente, il culto dei Santi aveva subito modifiche dopo l'età di Costantino e tale differenza appare evidente con papa Liberio (352-366) e papa Damaso I (366-384), il quale evidenziò le tombe dei santi con iscrizioni, i cosiddetti carmina damasiani. Talvolta, un mausoleo a pianta rotonda e coperto da cupola si trova vicino addossato ai muri della chiesa, destinato ai membri della famiglia imperiale. Tor Pignattara, mausoleo di Elena sulla via Casalina, e Santa Costanza, sulla via Nomentana, sono i monumenti più noti del genere. Le grandi chiese costruite presso le tombe dei martiri, ci aiutano a capire la costruzione delle chiese in Terra santa.

### I monumenti in Oriente
La chiesa del Santo Sepolcro a Gerusalemme è stata trasformata e restaurata, ma dalle iscrizioni antiche e dai particolari della chiesa attuale si può immaginare l'aspetto della chiesa originale. 
L'antico ingresso situato ad est, su un'importante arteria cittadina, era preceduto da una scalinata ancora esistente; immetteva in una basilica a cinque navate di cui non restano che vestigia insignificanti. Ad ovest della chiesa terminava con un'abside, la cui parte posteriore era collegata con la rotonda dell'Anastasis che racchiudeva il Santo Sepolcro.
La basilica della Natività a Betlemme è meglio conservata. Preceduta da un atrio colonnato comprende una basilica a cinque navate, che esiste ancora intatta e un coro che nella sua condizione attuale si data all'età di Giustiniano. Ma gli scavi hanno scoperto anche le fondazioni del coro dell'età di Costantino, con una parte del pavimento musivo, con decorazione geometrica e ornati floreali, di pregevole fattura.
A Costantinopoli la prima Hagia Sophia richiamava probabilmente la costruzione di San Giovanni in Laterano e di San Pietro a Roma, come la chiesa dei Santi Apostoli s'avvicinava piuttosto a quella del Santo Sepolcro. Ma sull'architettura costantinopolitana dell'età di Costantino, come sui palazzi e sull'edilizia d'utilità pubblica, si sa ancora troppo poco.

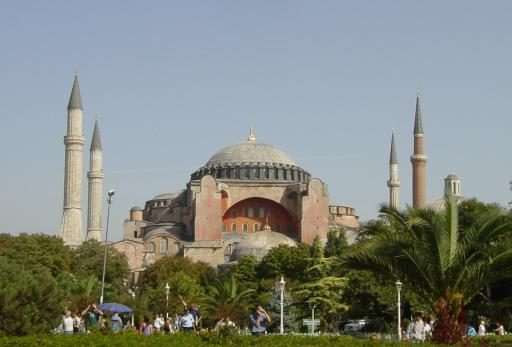
Hagia Sophia
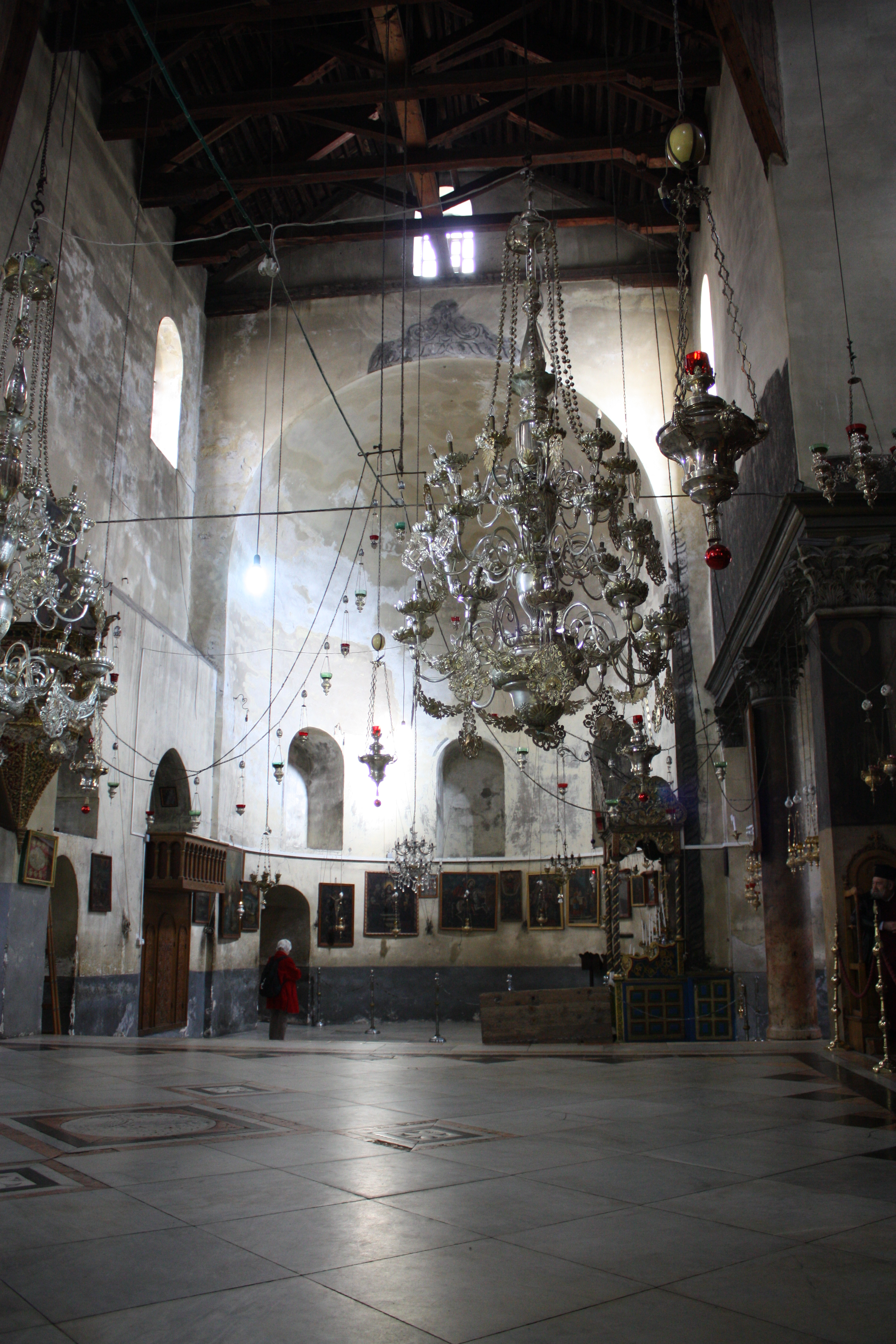
Basilica della Natività a Betlemme

### Ritratti e arti minori
Fra i ritratti un posto a sé occupano i rilievi riutilizzati nell'arco di Costantino nei quali le teste sono state rifatte al fine di rappresentare Costantino I e Licinio. Sono capolavori dovuti ad un artista eccezionale e superano per qualità stilistiche tutti gli altri ritratti dell'epoca. Ritroviamo lo stile classico nella testa di bronzo di Costantino al Museo dei Conservatori.
Anche nelle cosiddette arti minori si manifesta il gusto classico: nel tesoro d'argenteria dell'Esquilino, conservato a Londra e comprendente fra l'altro il cofanetto di Proiecta, morta nel 383 e nel missorio di Teodosio in argento conservato a Madrid, dove Teodosio I è rappresentato tra Valentiniano II e Arcadio, databile al 388.
La patera di Parabiago appartenente all'arte pagana, conservato a Milano, è del medesimo periodo.

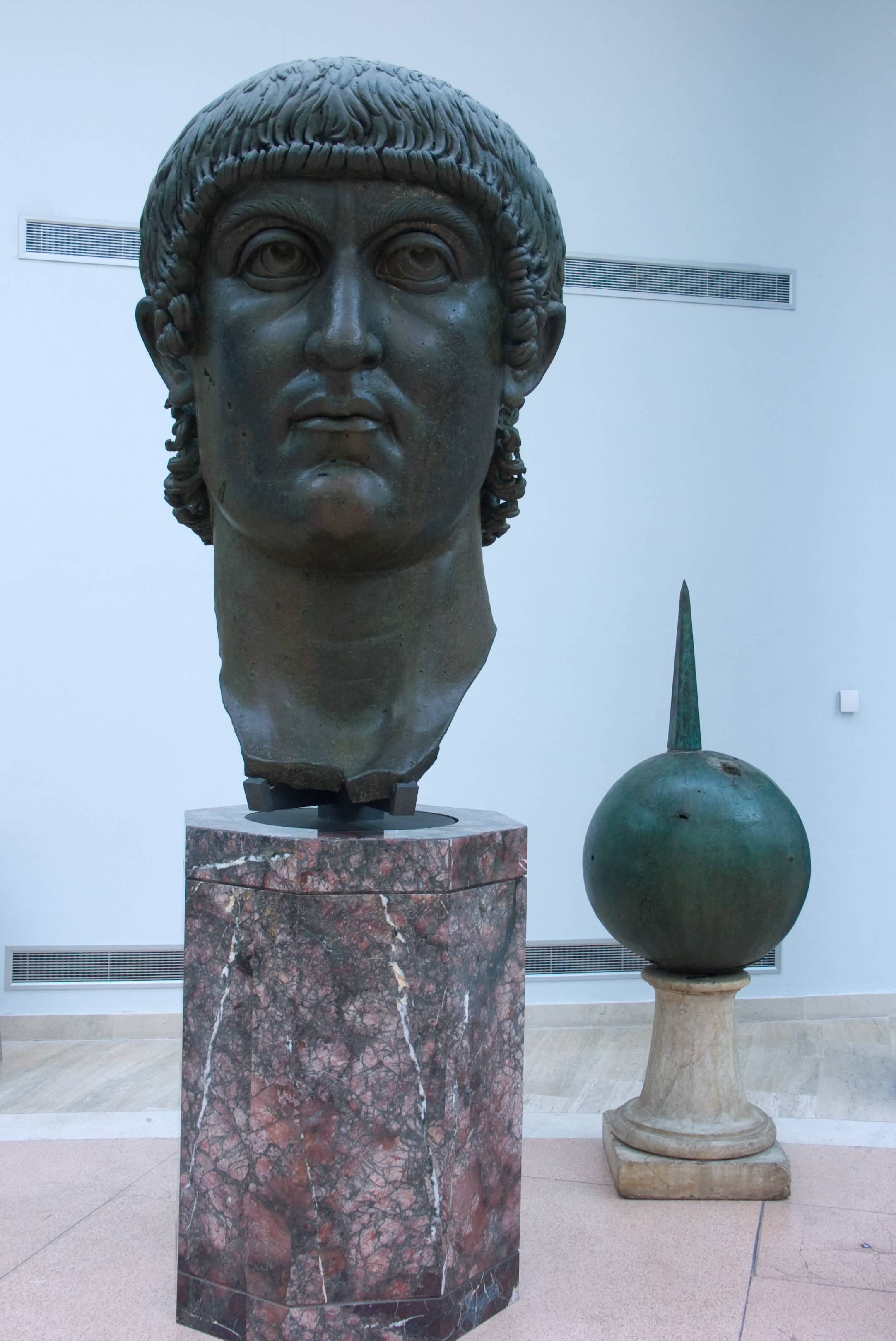
Testa in bronzo di Costantino, dai Musei Capitolini
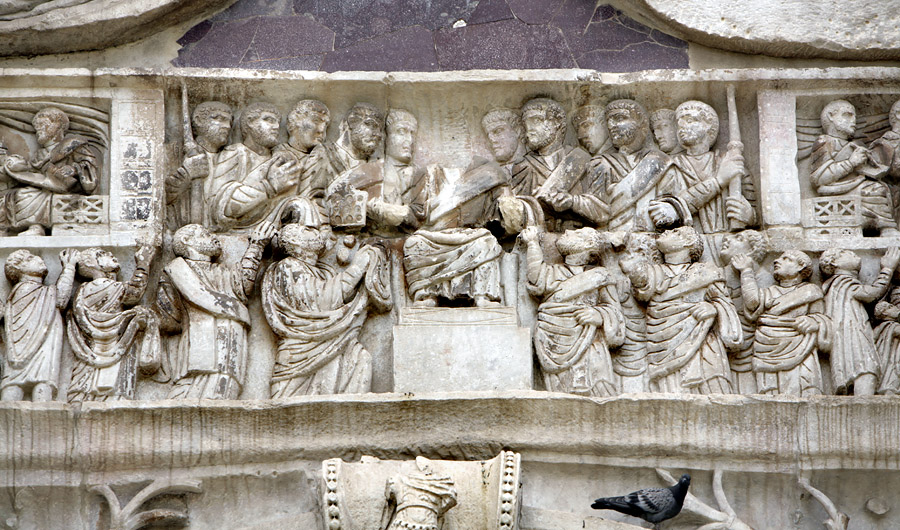
Rilievo dall'Arco di Costantino a Roma
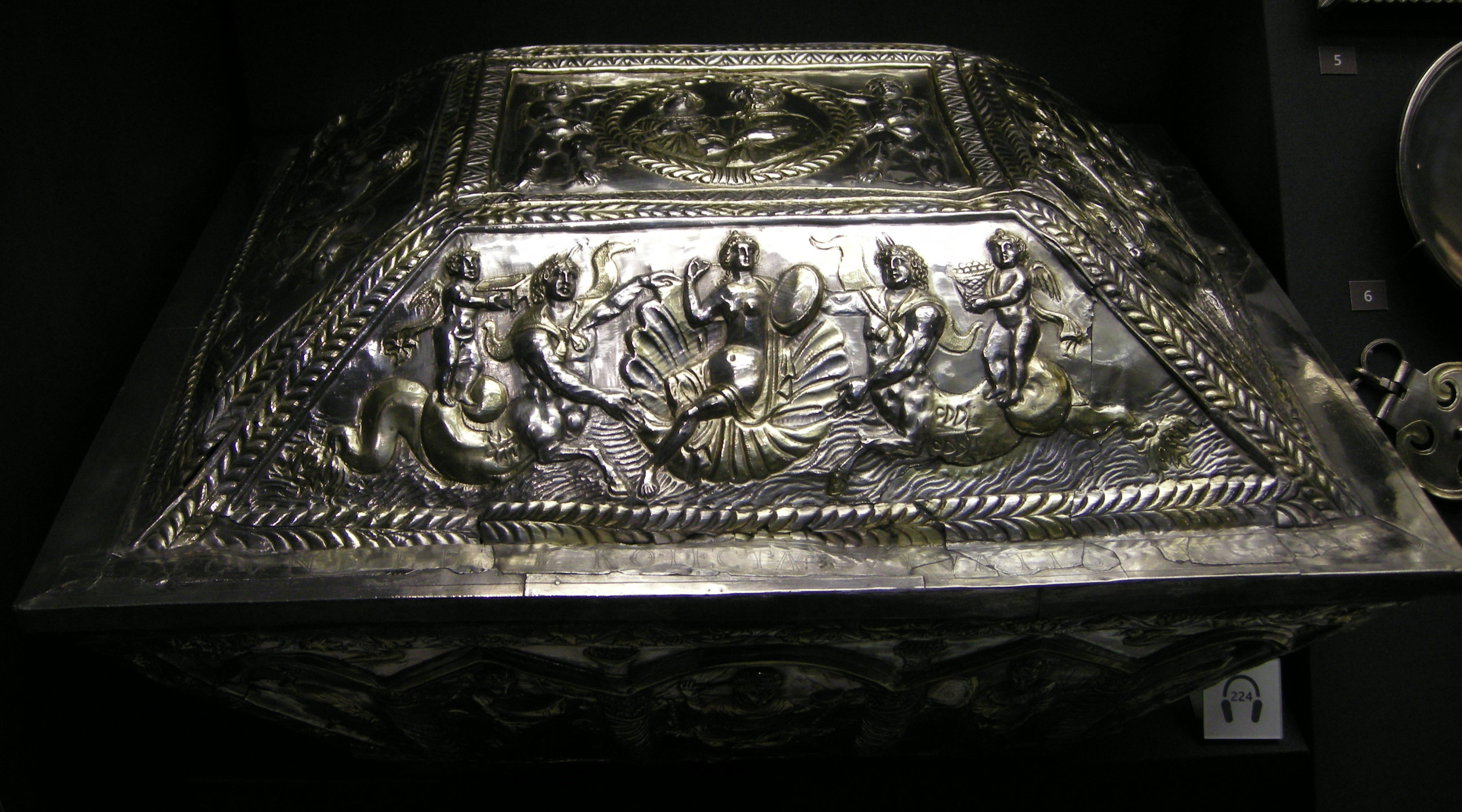
Cofanetto di Proiecta
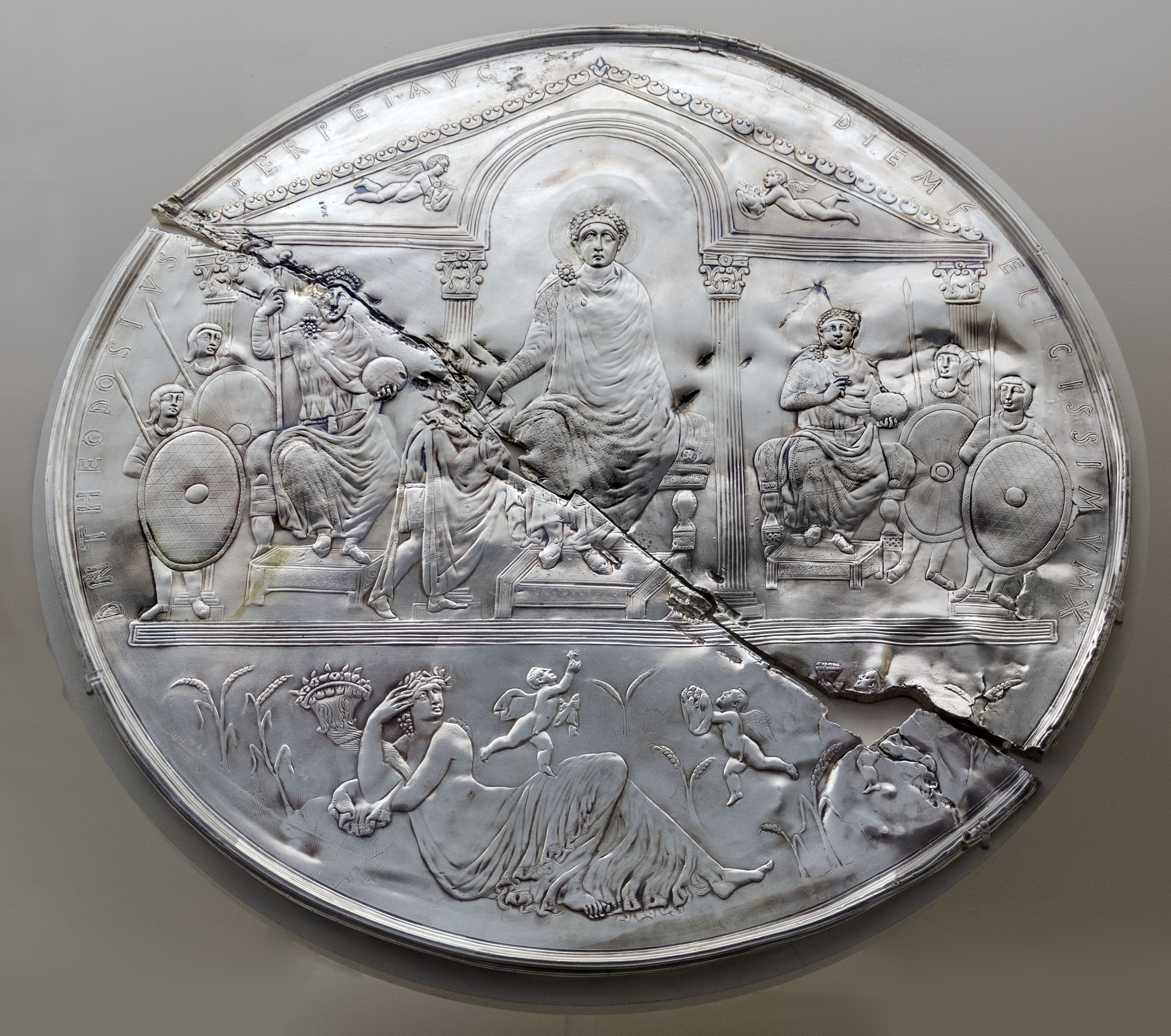
Missorio di Teodosio

### Avori
Alla fine del IV secolo anche gli avori mostrano un gusto classico assai pronunciato. Tra i più importanti vi sono:
Dittico di Stiliconeconservato a Monza, raffigura il generale romano Stilicone, con la moglie Serena e il figlio Eucherio.
Dittico dei Simmachi e dei Nicomachirappresenta l'arte pagana contemporanea a Roma, e raffigura due personaggi femminili che si occupano, nei pressi di un altare, di una cerimonia religiosa. Tutti i particolari sono di gusto perfettamente classico.
Anche gli avori cristiani mostrano la medesima tendenza; basta citare le valve del dittico con le pie donne al Sepolcro, una a Monaco, l'altra a Milano. È come se pagani e cristiani in Italia fossero favorevoli ad una ripresa del classicismo.

Dittico di Stilicone
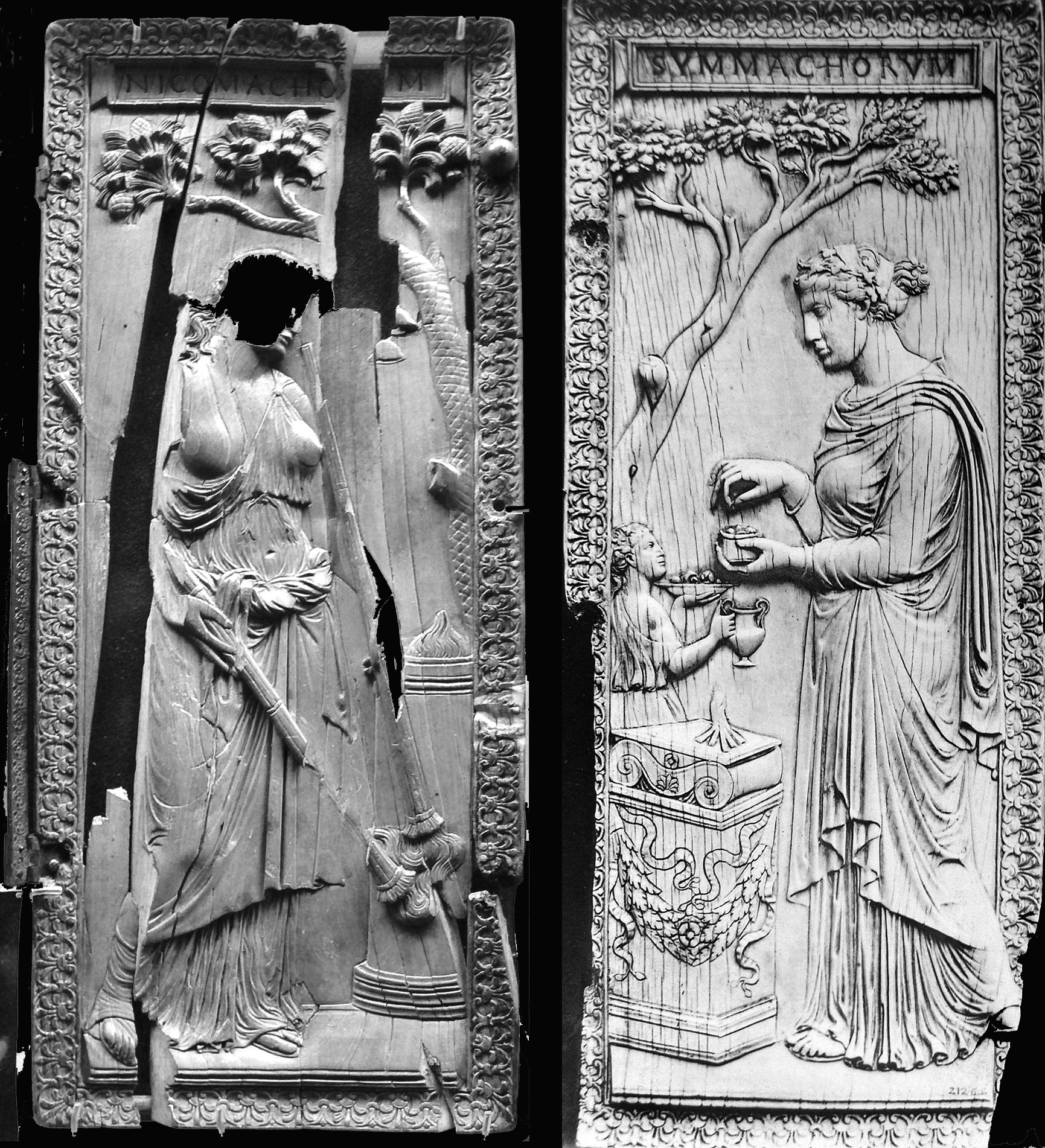
Dittico dei Simmachi e dei Nicomachi

### L'arte di Costantinopoli
Assai poco si conosce dell'arte di Costantinopoli nel IV secolo. La più antica scultura è un frammento di sarcofago in porfido.
All'arte dei primi anni di vita della città si è soliti far risalire un rilievo che decorava la base della colonna di Costantino, databile intorno al 328, anno dell'erezione della colonna, noto però soltanto da un disegno eseguito nel XVI secolo dal pittore Loriche e conservato a Copenaghen: entro un medaglione è raffigurata la testa di un imperatore con corona radiata. Tali raggi che richiamano il dio Sole s'accordano bene con i ritratti di Costantino e i dettagli presentano lo stile classico prediletto dall'Imperatore e documentato dalle figure femminili seguite da due figure maschili di barbari.
Gli altri monumenti del IV secolo trovati a Costantinopoli, il busto di Apostolo e il cosiddetto «Sarcofago del principe con gli angeli», presentano lo stesso stile.
Tuttavia, alla fine del IV e all'inizio del V secolo, le sculture mostrano già uno stile più vario. Basta menzionare due statue-ritratto: il magistrato, scoperto ad Afrodisia e conservato al Museo di Istanbul, è opera di un artista che ha espresso mirabilmente il carattere del personaggio; l'altro ritratto, proveniente sempre da Afrodisia ma ora al museo di Bruxelles, richiama i ritratti dei magistrati sulla base dell'obelisco di Istanbul: la scultura, molto realistica e che dipinge a meraviglia l'individualità, è da considerarsi opera di un maestro molto significativo.
I rilievi che decorano la base dell'obelisco di Teodosio I, eretto nel 390 sulla spina dell'ippodromo di Costantino, rappresentano delle scene appartenenti al cerimoniale della corte bizantina. 
Su ciascuna faccia della base è raffigurata una loggia nella quale stanno alcuni personaggi della corte imperiale. Essi sono accompagnati dai dignitari della corte e da guardie del corpo. Lo spazio sotto le logge è occupato da spettatori di rango inferiore. Tutti i personaggi sono allineati gli uni accanto agli altri in postura frontale e coprono completamente il fondo del rilievo. Le forme plastiche sono poco accentuate. L'interesse degli scultori sembra diretto a riprodurre la massa. Solo gli Imperatori ed alcuni dignitari si distaccano dalla folla. Alcuni dettagli della rappresentazione permettono di fissare la data di ciascuna delle facce, specialmente quella del lato nord-est, la più recente, probabilmente databile all'epoca di Teodosio II, 408-450, che mostra particolari segni di un modo caratteristico. Da questi dettagli si vede come i rilievi della base dell'obelisco non rappresentino lo stile ufficiale, ma piuttosto lo stile popolare.
Le colonne di Teodosio I ed Arcadio a Costantinopoli, che imitano le colonne di Traiano e Marco Aurelio, sono i monumenti più importanti per quanto concerne lo studio della riproduzione delle forme plastiche alla fine del IV secolo e agli inizi del V secolo.
La colonna di Teodosio I s'elevava sull'omonimo foro; essa fu distrutta durante i primi anni del XVI secolo. La costruzione della colonna di Arcadio, sul foro di quest'imperatore, è stata iniziata nel 402; la colonna fu demolita nel 1717, ma la base si trova tuttora in loco. Quei frammenti che ci rimangono dei rilievi che hanno ornato le colonne c'illustrano l'atteggiamento generale sul valore della scultura. Del resto, a grandi linee, è possibile seguire la composizione delle scene grazie ad alcuni disegni che le hanno riprodotte. La serie più importante rappresenta i rilievi della colonna d'Arcadio. Dopo uno studio recente si possono riconoscere i rilievi della colonna di Teodosio I in disegni conservati al Museo del Louvre a Parigi.

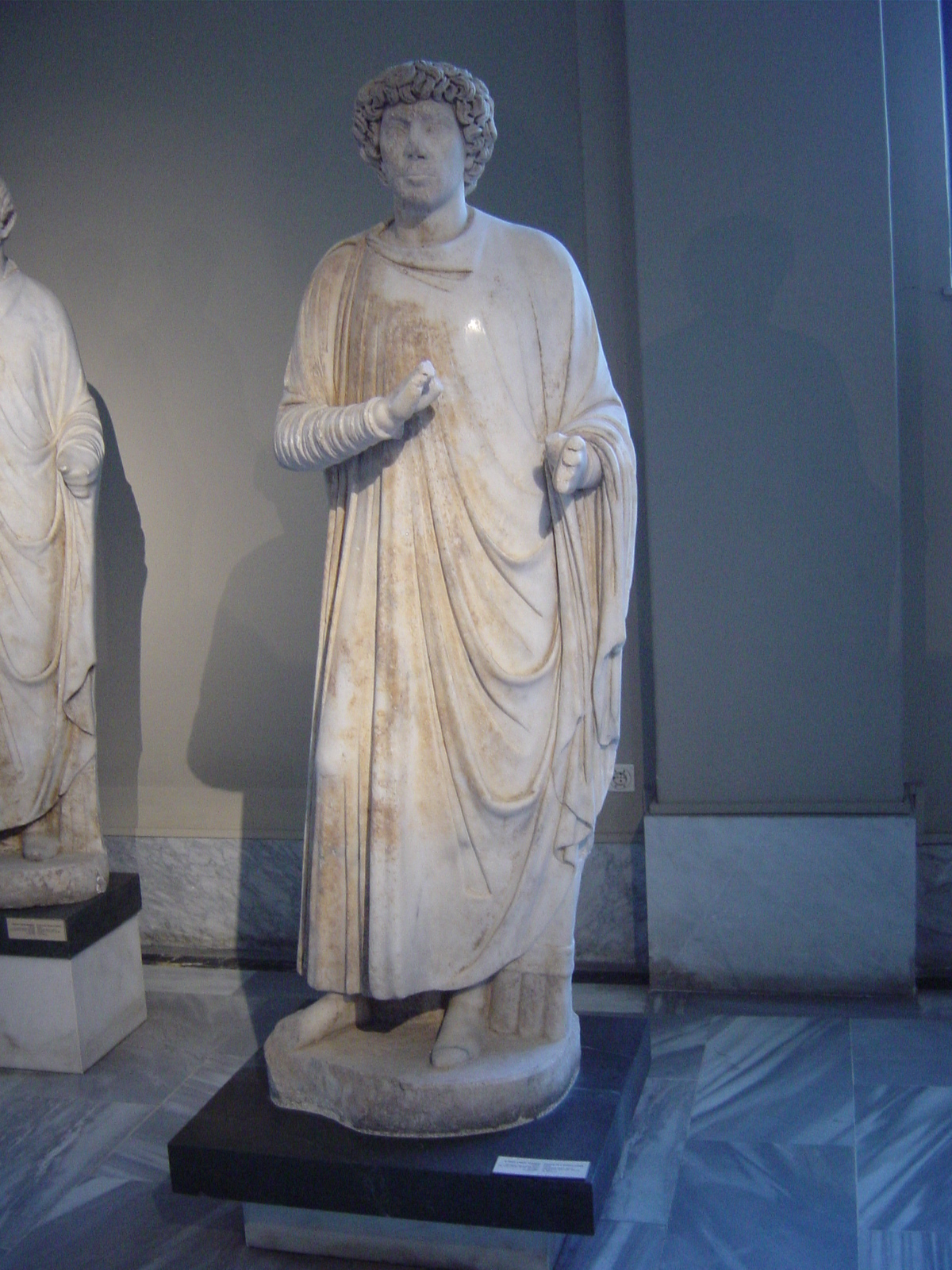
Statua di magistrato romano, da Afrodisia
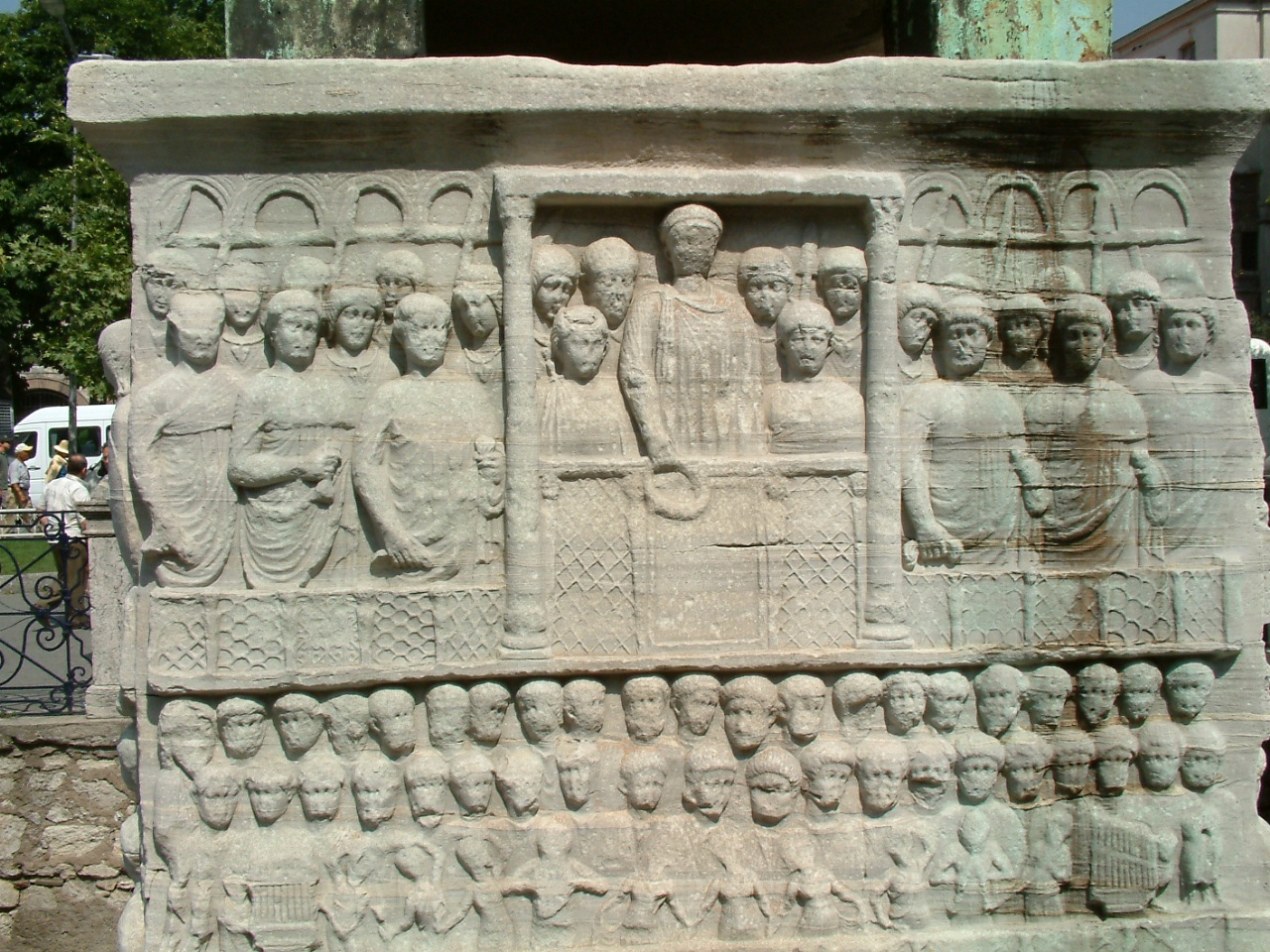
Base dell'obelisco di Teodosio
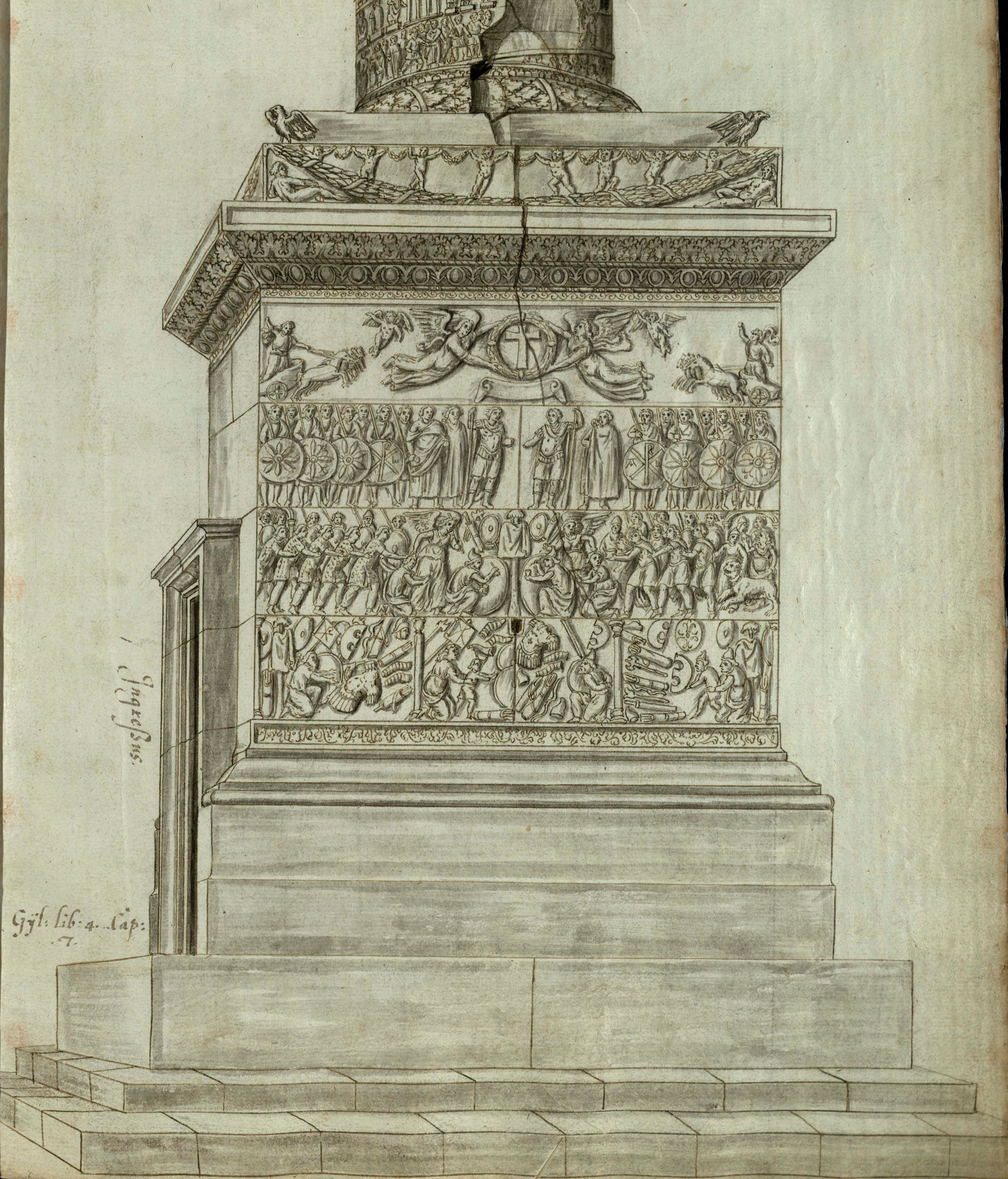
Base della colonna di Arcadio

### Pittura
Si conosce assai poco della pittura del IV secolo. Si deve comunque ammettere la presenza di grandi decorazioni, nelle nuove chiese romane, destinate ad occupare le absidi, e, in effetti, gli storici dell'arte si stanno sforzando di disegnare delle ricostruzioni delle pitture della basilica di San Giovanni in Laterano e di quella di San Pietro in Vaticano, ma i risultati non sono utili per ricostruirne lo stile. Quanto alla composizione, vale la pena d'osservare che, probabilmente, la Maiestas Domini e il Cristo che insegna agli Apostoli nel Concilio Celeste, sui sarcofagi di Milano, sono stati pensati per un'abside.
I mosaici della chiesa di Santa Costanza, il mausoleo di Costantina, la figlia di Costantino deceduta nel 354, sono in parte conservati, ma l'antica decorazione della cupola, quella di maggior interesse, è nota solo attraverso copie, che non informano però sul valore artistico dell'originale. Allo stesso modo, le illustrazioni dei manoscritti, come il Calendario di Filocalo del 354, il frammento dell'Itala di Quedlinburg, le Aratea di Leiden, le illustrazioni delle commedie di Terenzio, tutte senz'eccezione molto interessanti, hanno un'importanza limitata.
Alcuni frammenti d'affreschi provenienti dagli scavi alla cattedrale di Treviri sono tra le pitture più importanti dell'epoca di Costantino. Esse appartenevano ad una sala demolita nel 326 per far posto ad una nuova costruzione. La decorazione era articolata in scomparti con busti femminili alternati a coppie d'Eroti con significato allegorico: rappresentavano i benemeriti del governo imperiale. Lo stile è dichiaratamente classico.

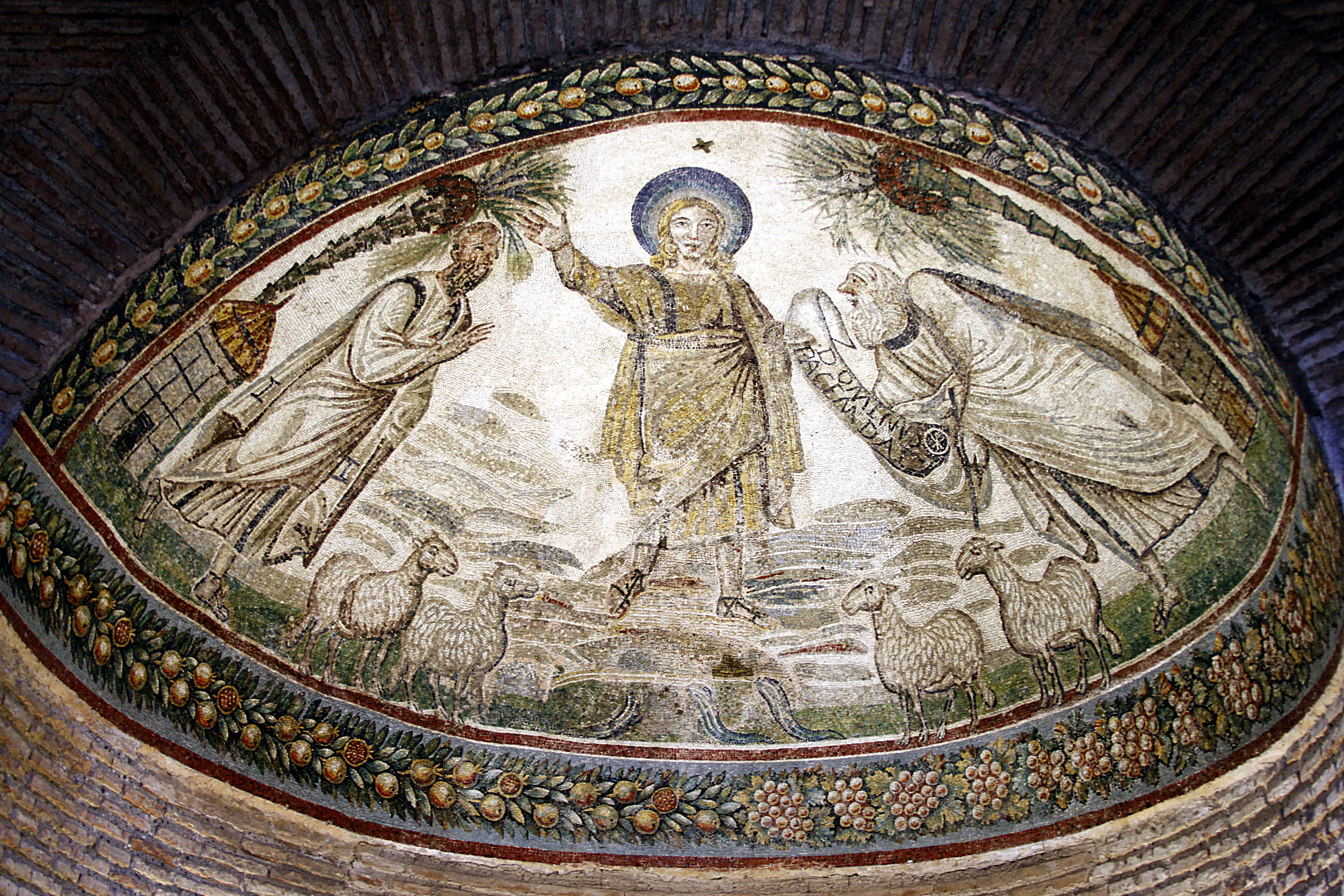
Mausoleo di Santa Costanza, Consegna della legge, mosaico absidale
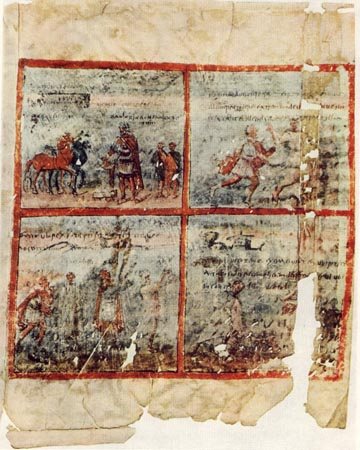
Frammento dell'Itala di Quedlinburg
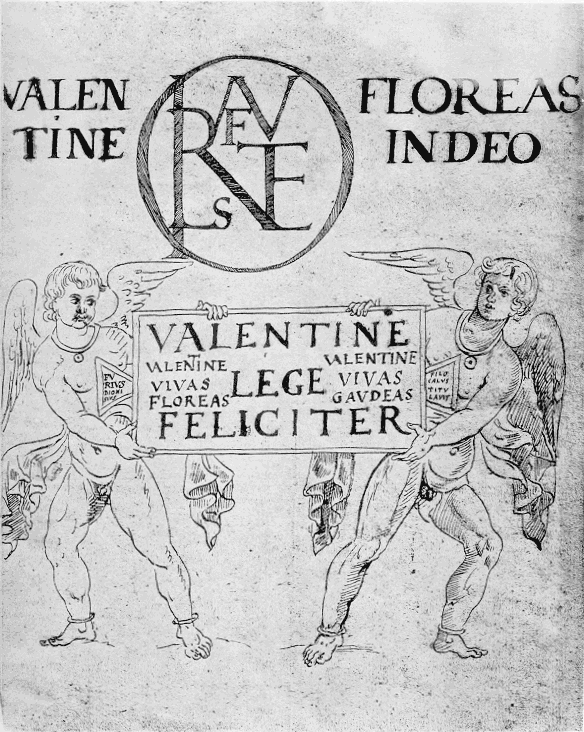
Dedica del Calendario di Filocalo del 354
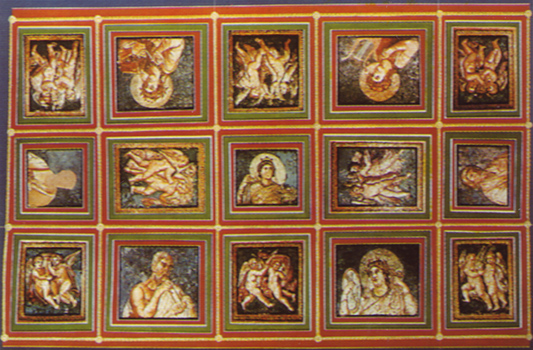
Soffitto del palazzo costantiniano a Treviri

### La fine del secolo
Il periodo tra la fine del IV e gli inizi del V secolo è molto interessante per la storia dell'arte.
Roma è un centro di primaria importanza almeno fino al disastro del 410. Accanto si colloca Milano, residenza abituale degli imperatori d'Occidente da Massimiano (285) in poi. Ma Milano perse importanza quando nel 402 Onorio si rifugiò a Ravenna. Senza dubbio quest'ultima sede degli imperatori ha favorito l'immissione d'elementi orientali nell'arte dell'Occidente. Un quadro sull'arte del periodo ci viene dall'analisi di tre monumenti di prim'ordine, ma estremamente differenti per l'architettura e la decorazione musiva:
San Giorgio a Tessalonicaex-tempio pagano trasformato in chiesa da Teodosio I nel 390 circa. Non è da escludere che la decorazione musiva sia stata eseguita da mosaicisti costantinopolitani fatti venire apposta da Teodosio. La chiesa è a pianta centrale.
Basilica di Santa Pudenziana a Romabasilica a tre navate, della decorazione originale si conserva solo quella dell'abside, eseguita fra il 402 e il 410. È raffigurato il Cristo che insegna agli apostoli nella Gerusalemme celeste. Il tema è lo stesso del sarcofago della basilica di Sant'Ambrogio a Milano. Lo stile del mosaico di Santa Prudenziana è decisamente classico.
Mosaici del battistero della cattedrale di Napolieseguiti verso il 400, rappresentano un'altra tradizione. Qui la tecnica della costruzione, lo stile della decorazione e l'iconografia delle scene della vita di Cristo appartengono all'arte orientale.

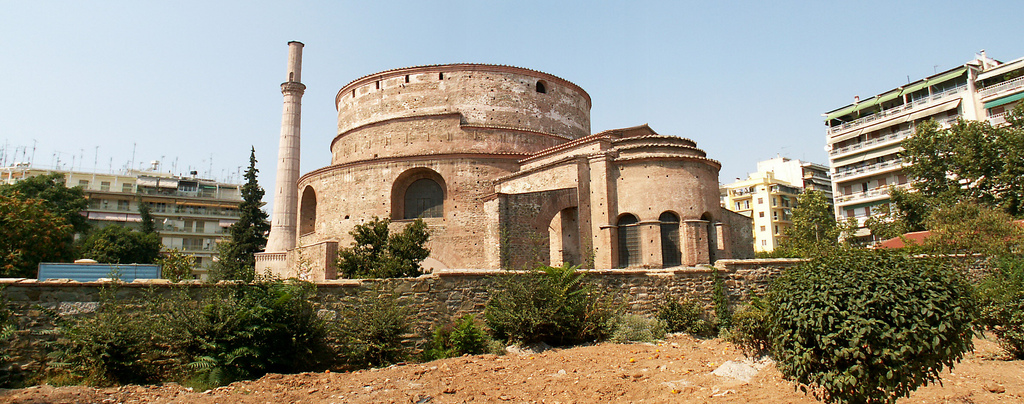
La Tomba di Galerio, poi chiesa di San Giorgio, a Tessalonica
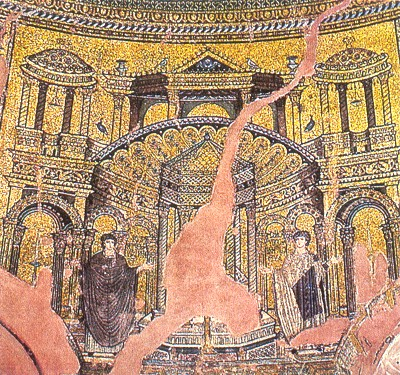
Dettaglio della decorazione musiva della Tomba.
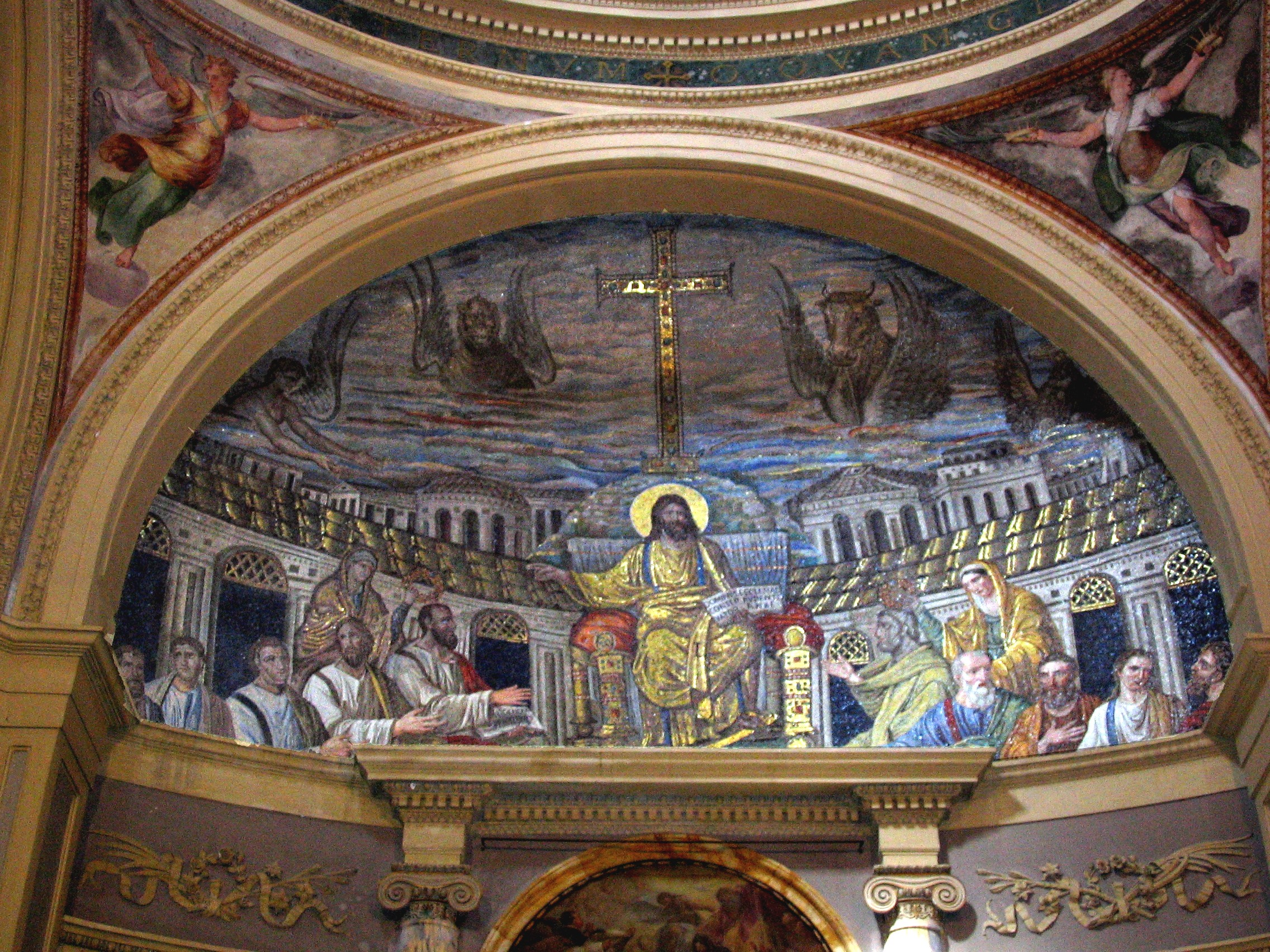
Mosaico dell'abside della basilica di Santa Pudenziana
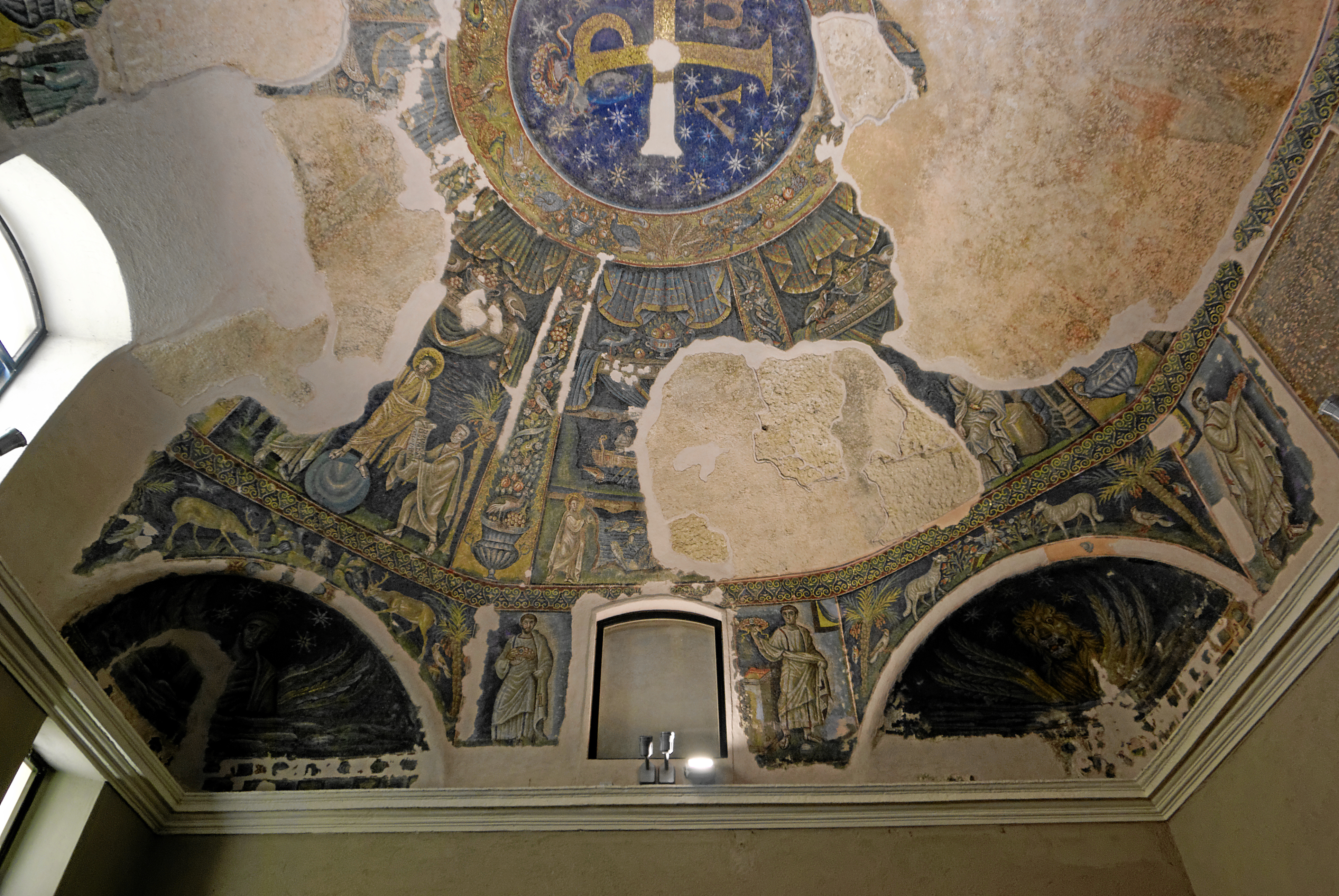
Battistero di San Giovanni in Fonte, cattedrale di Napoli

## V e VI secolo
Sono due secoli abbastanza densi d'avvenimenti. L'Italia conobbe una certa prosperità sotto Onorio (394-423) e sotto il governo di Galla Placidia, morta nel 450, e di suo figlio Valentiniano III (424-456). Dopo la morte di quest'ultimo venne a mancare l'autorità centrale fino all'arrivo di Teodorico nel 493.
Roma per lungo tempo approfittò della sua posizione tradizionale e della presenza dei papi. Fu saccheggiata da Alarico nel 410 e poi più gravi furono i sacchi di Genserico nel 455, e di Ricimero nel 472.
I papi si sforzarono di abbellire le chiese e di fondarne di nuove, mentre gli Imperatori s'occuparono degli aspetti finanziari. Ma dopo la deposizione dell'ultimo imperatore d'Occidente nel 476, Roma divenne una città di secondo piano.
L'importanza di Milano diminuì sensibilmente quando nel 402 Onorio trasferì la sua residenza a Ravenna, ma soprattutto dopo il sacco degli Unni del 455.
La scelta di Ravenna fu condizionata dal fatto che la città era protetta da lagune e paludi. Ma Ravenna aveva raggiunto una certa importanza già alla fine del IV secolo, quando il vescovo Orso Ursus (†ca. 396) eresse una nuova cattedrale. Con l'arrivo della corte si costruirono un palazzo per l'Imperatore ed edifici per l'amministrazione dell'Impero: i sarcofagi rinvenuti a Ravenna sono la dimostrazione della presenza di dignitari ed altre personalità di rango. Sia sotto gli Ostrogoti che sotto i Bizantini Ravenna mantenne il ruolo di centro amministrativo in Italia.
L'Italia godette dell'assistenza dell'Impero orientale soprattutto all'epoca di Galla Placidia, principessa bizantina e del figlio di lei Valentiniano III, che sposò nel 473 Licinia Eudossia, la figlia di Teodosio II. 
Papa Ilario (461-468) trasse grande profitto dall'arrivo in Italia di Antemio e della sua sposa Eufemia, figlia di Marciano, fra il 467 e il 472, i quali portarono una considerevole quantità d'argento da Costantinopoli.

### Architettura
L'architettura di questi due secoli continua la tradizione del IV. 
A Roma la basilica di Santa Sabina, eretta da papa Celestino I (422-432), e la basilica di Santa Maria Maggiore, eretta da Sisto III (432-440), sono ampie basiliche a navate. La basilica di San Paolo fuori le mura, eretta da papa Leone I (440-461), riprende il tipo delle basiliche di San Giovanni e San Pietro. Le chiese di San Lorenzo sulla via Tiburtina di papa Pelagio II (578-590) e di Sant'Agnese sulla via Nomentana di papa Onorio II (636-638) furono erette presso le catacombe sulle tombe dei martiri.
Sia i mosaici dell'abside di San Lorenzo sia quelli di Sant'Agnese, quest'ultimo con la raffigurazione della Santa in costume bizantino, tra due papi, su fondo d'oro, mostrano nel disegno rigido dei personaggi come si sia ormai perduta la vivacità propria dell'arte precedente.
Nel V e nel VI secolo Costantinopoli, la capitale del mondo orientale, divenne la città più importante del mondo antico e senza dubbio un centro d'arte considerevole. Gli imperatori Teodosio II (408-450), Marciano (451-457), Leone I (457-474), Zenone (491-518) e Giustiniano I (521-565) arricchirono la città di monumenti importanti. Ma dalla morte di Giustiniano in poi ebbe inizio un declino politico, economico ed artistico. Cessa così il primo periodo di fioritura dell'arte bizantina.

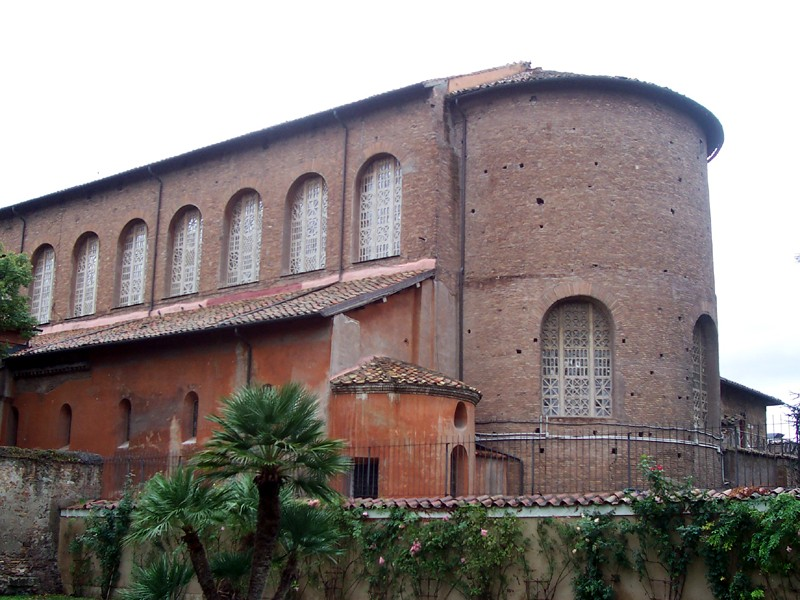
Basilica di Santa Sabina
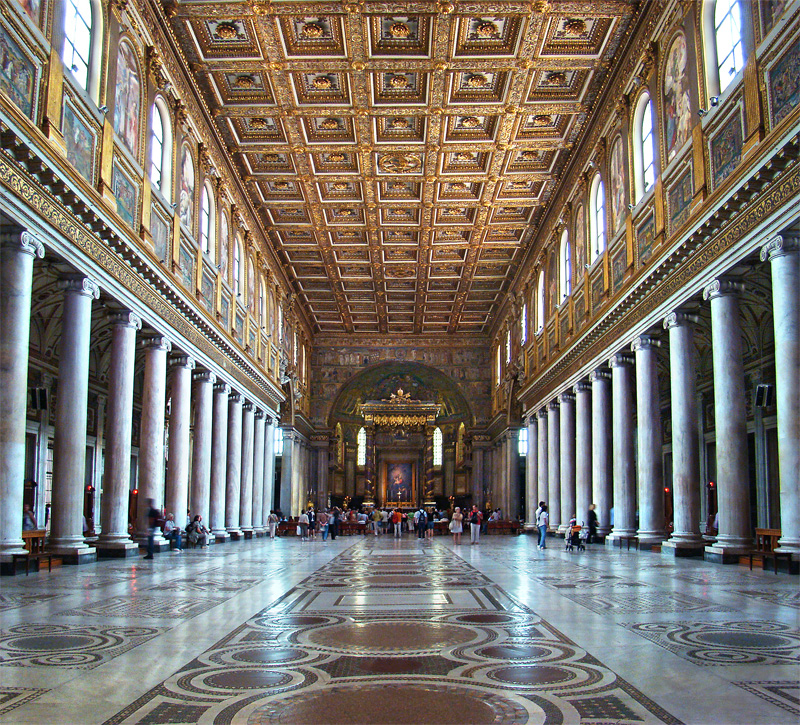
Basilica di Santa Maria Maggiore
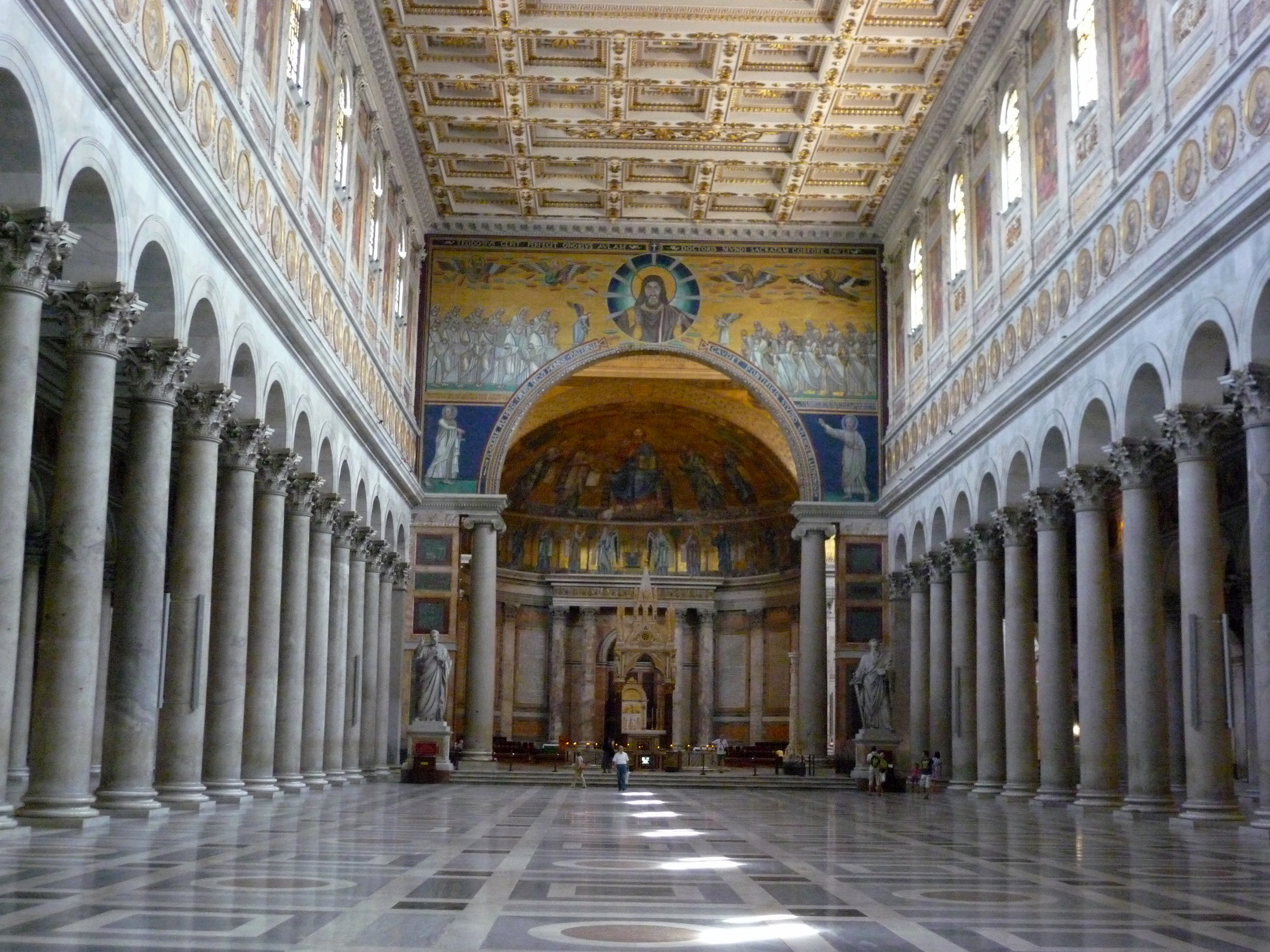
Basilica di San Paolo fuori le mura
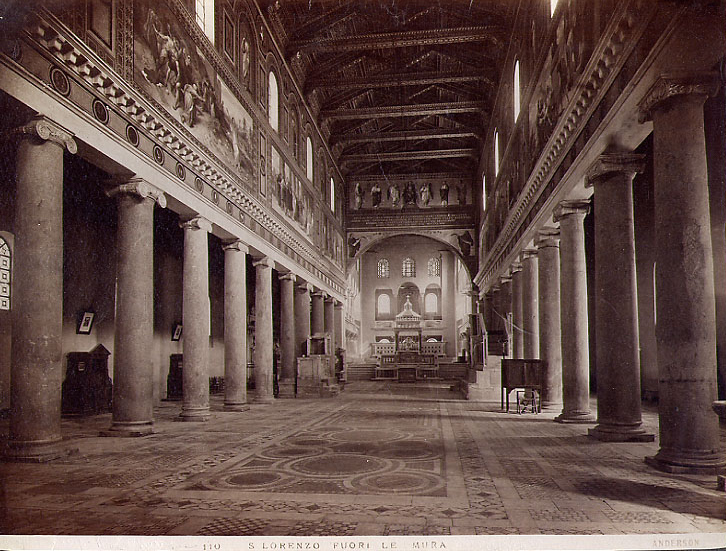
Basilica di San Lorenzo fuori le mura
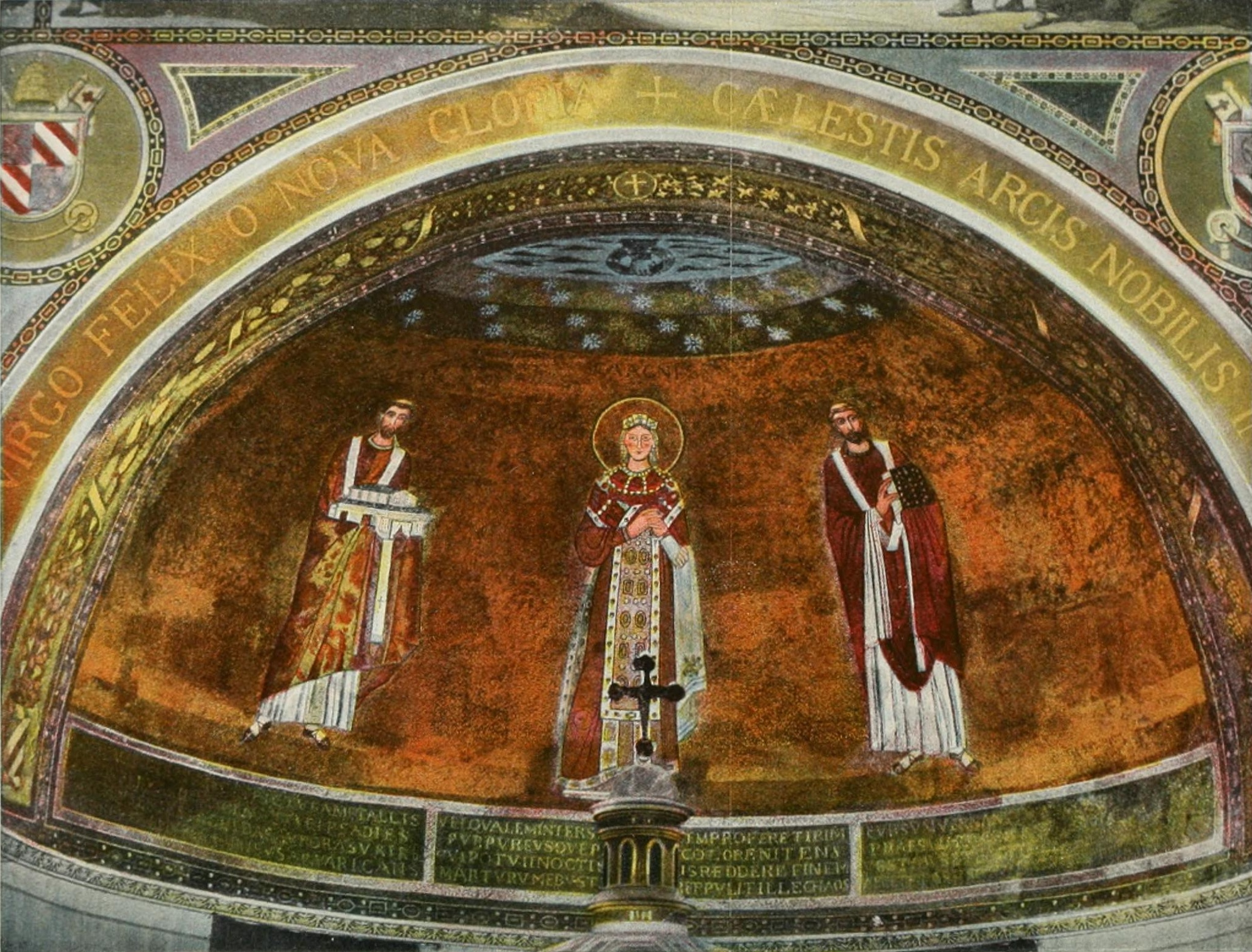
Basilica di Sant'Agnese fuori le mura

### La basilica di San Lorenzo a Milano
A Milano, la basilica di San Lorenzo inaugura un tipo nuovo di costruzione, la cui pianta è caratterizzata da quattro torri disposte agli angoli di un quadrato, su ciascun lato del quale si trova un'esedra formata da due pilastri e quattro colonne. La curva dell'esedra corrisponde alla curva del muro esterno; all'interno le quattro colonne per lato formano una galleria a due piani. A sud, ad est e a nord, era consacrata a sant'Aquilino ed era preceduta da un vestibolo quadrato. La cappella di Sant'Aquilino è l'unica che conserva ancora, col suo vestibolo, la decorazione musiva originale. Il resto della decorazione di San Lorenzo è andato perduto con il crollo della cupola centrale.

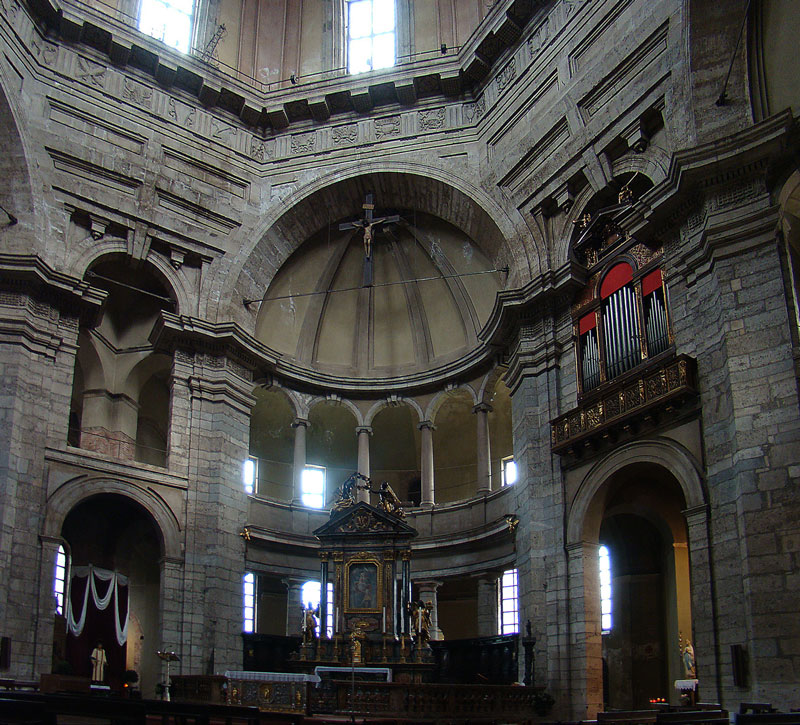
Basilica di San Lorenzo (Milano)
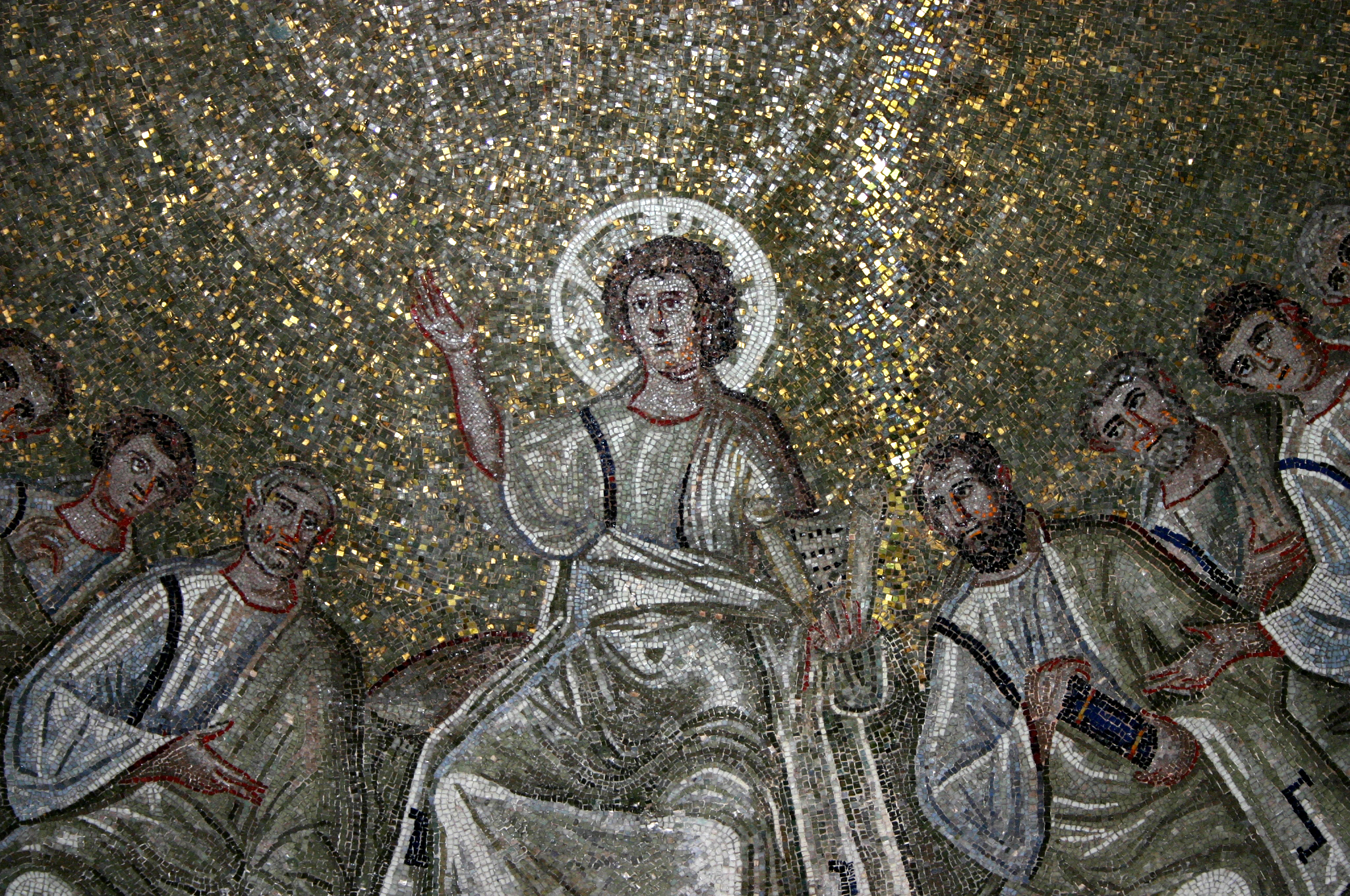
Cappella di Sant'Aquilino

### Gli edifici ravennati
A Ravenna il battistero della cattedrale, orientato come questa, è della fine del IV secolo e fu restaurato più d'una volta. Tuttavia, un'iscrizione c'informa che il vescovo Neone (450-475) s'interessò della decorazione del monumento. Il battistero originariamente era ricoperto da un tetto a padiglione poggiante su una cornice della quale sono state ritrovate alcune parti; la costruzione della cupola è più recente.
Il Mausoleo di Galla Placidia, una cappella edificata vicino al vestibolo della chiesa di Santa Croce, è una costruzione caratteristica. Tale cappella, coperta da volta e da una cupola a pennacchi, non è una costruzione a pianta centrale come gli altri mausolei imperiali. È possibile che la tipologia architettonica provenga dall'Oriente. Sia le volte che la cupola sono interamente rivestite di mosaici. Dopo la morte di Galla Placidia, nel 450, e di Valentiniano III, nel 456, non vi furono a Ravenna monumenti di una certa importanza fino all'arrivo di Teodorico, il re degli Ostrogoti.
La costruzione più importante del periodo teodoriciano è la basilica di Sant'Apollinare Nuovo che ricorda le grandi chiese romane della prima metà del V secolo, per la grande navata centrale e le laterali più strette, e per il grande numero di finestre. Rimangono i mosaici che decorano le pareti della navata centrale, mentre l'abside, che era stata demolita, è stata ricostruita di recente.
Infine, a Ravenna la basilica di San Vitale, fondata dal vescovo Ecclesio e consacrata dal vescovo Massimiano nel 547, è il monumento più interessante. È probabile comunque che la chiesa sia ascrivibile ad un periodo precedente. Ha la pianta ottagonale, è sormontata da una cupola sorretta da otto pilastri collegati ai muri esterni da archi robusti; la navata centrale è affiancata da navate laterali a due piani. Nelle navate laterali è sistemato un presbiterio con abside. La costruzione caratterizzata da una cupola su base poligonale ricorda la chiesa dei Santi Sergio e Bacco a Costantinopoli.

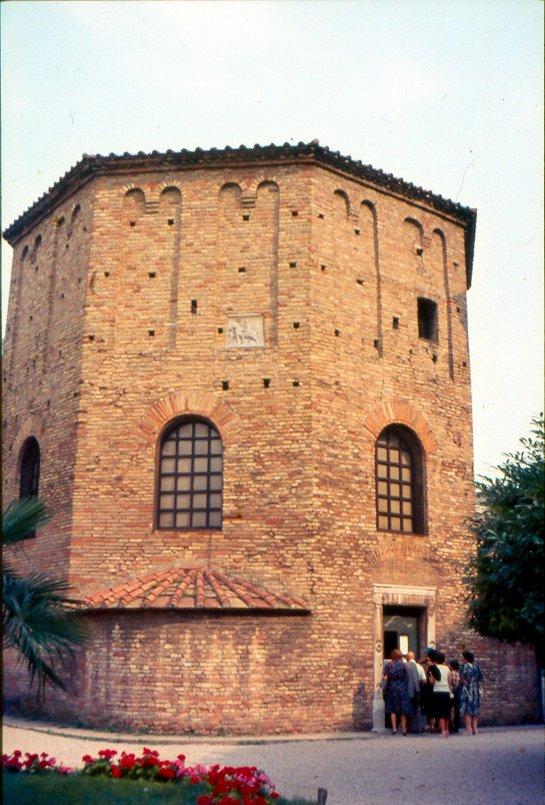
Battistero Neoniano
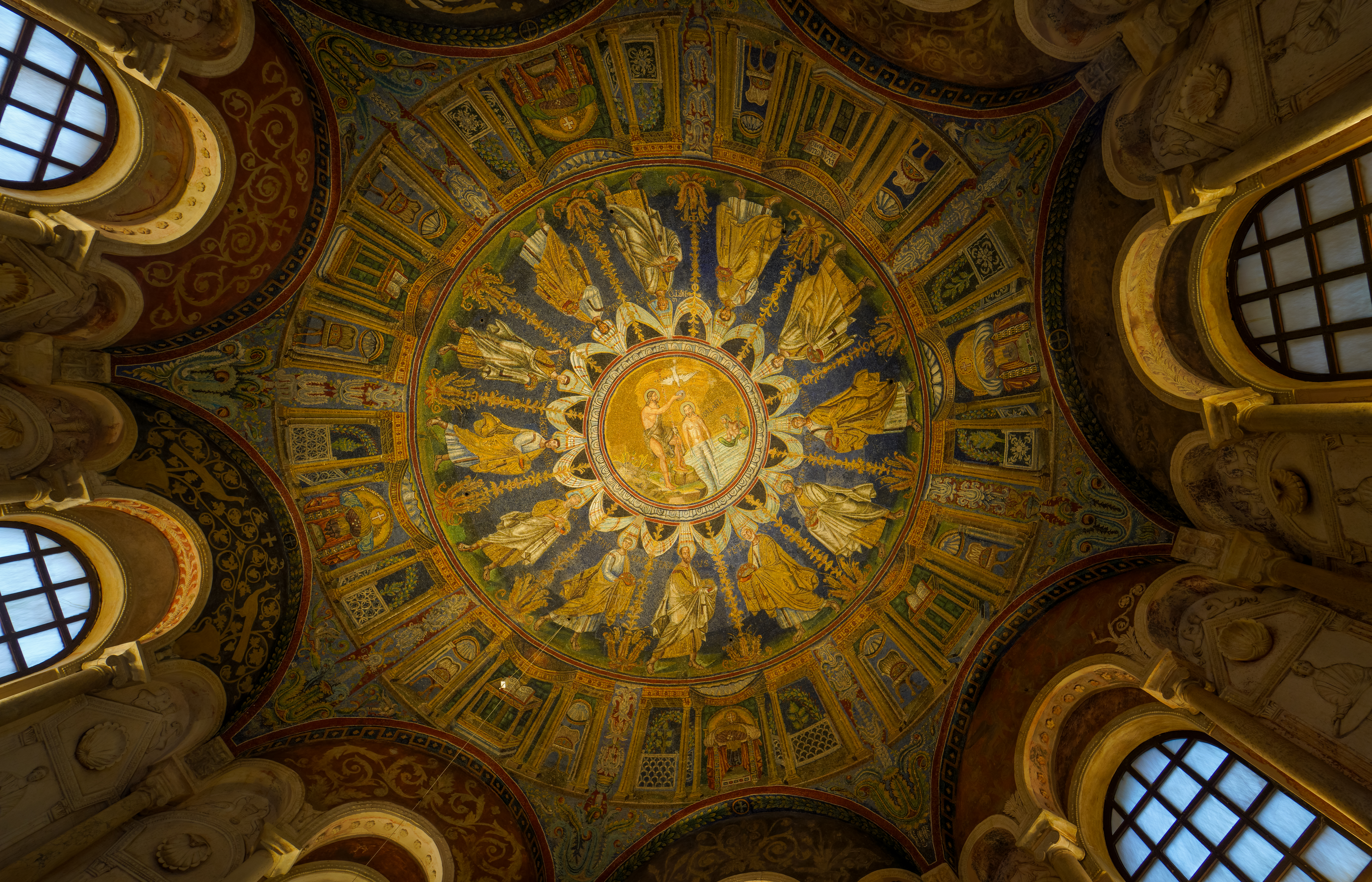
Mosaico della cupola del Battistero Neoniano
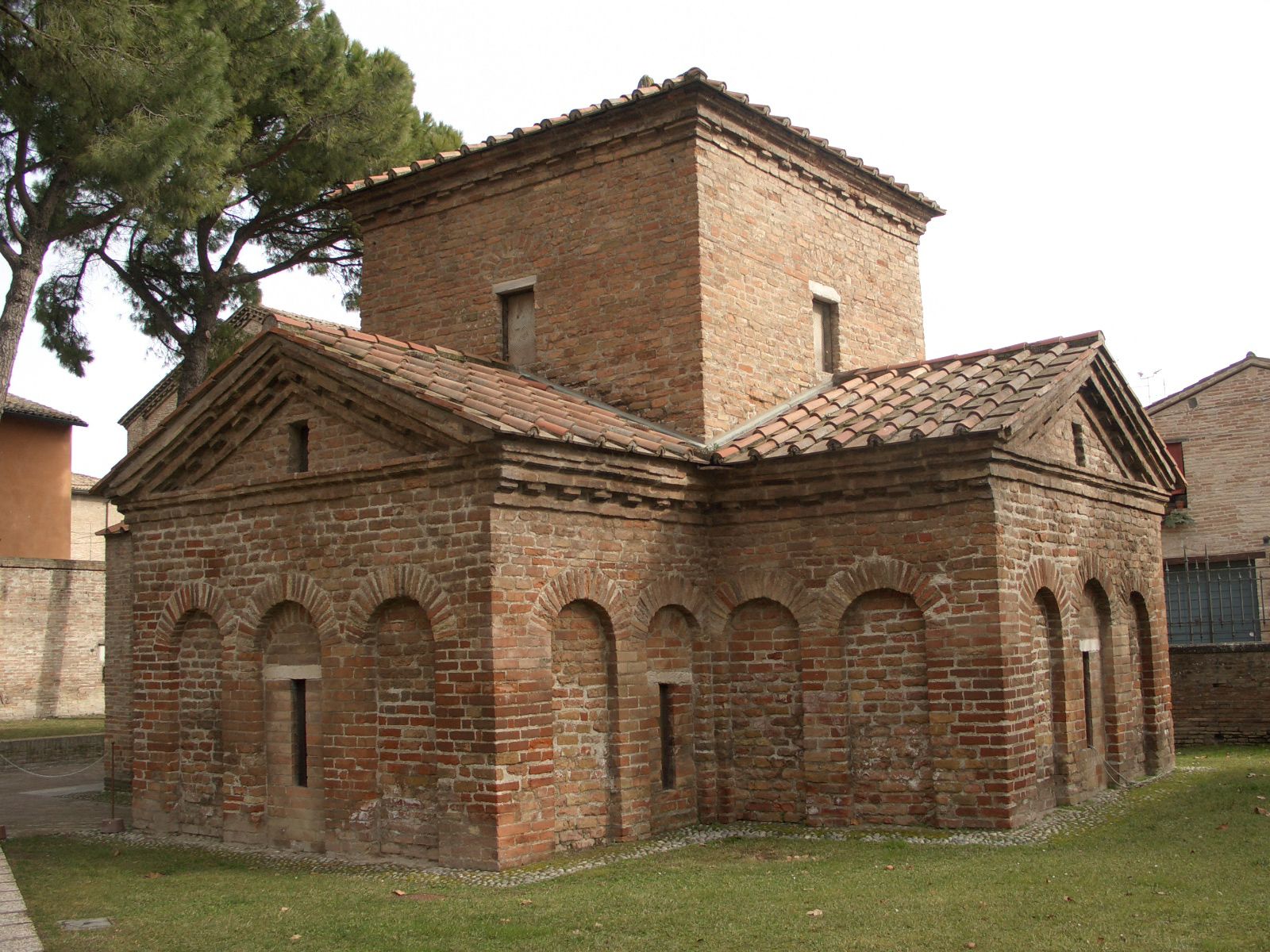
Mausoleo di Galla Placidia, esterno
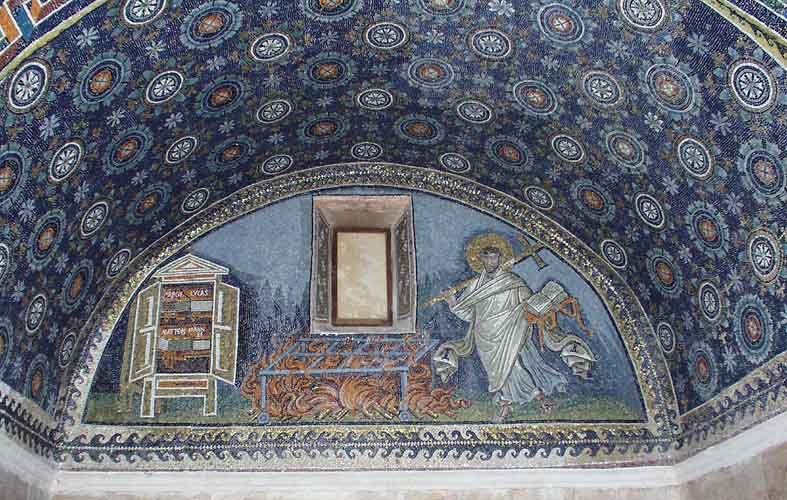
Mausoleo di Galla Placidia, interno
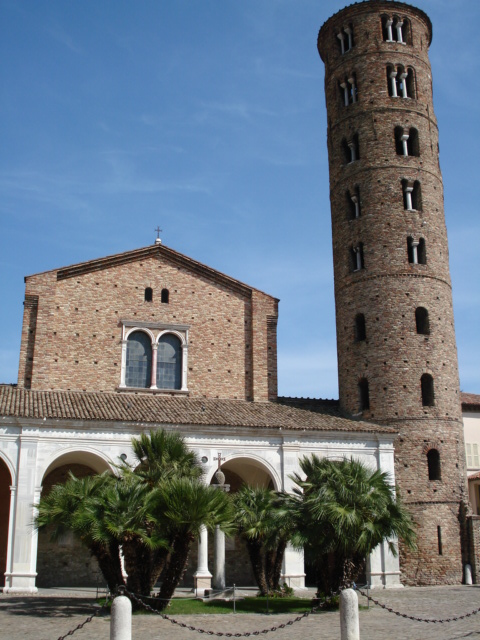
Basilica di Sant'Apollinare Nuovo
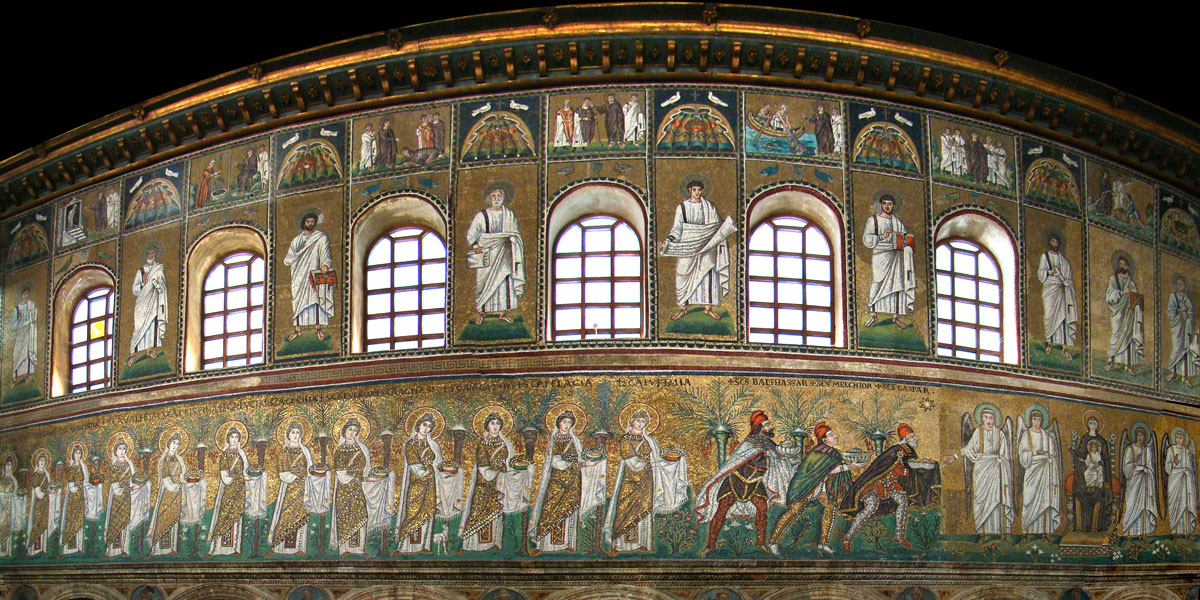
Basilica di Sant'Apollinare Nuovo, mosaici
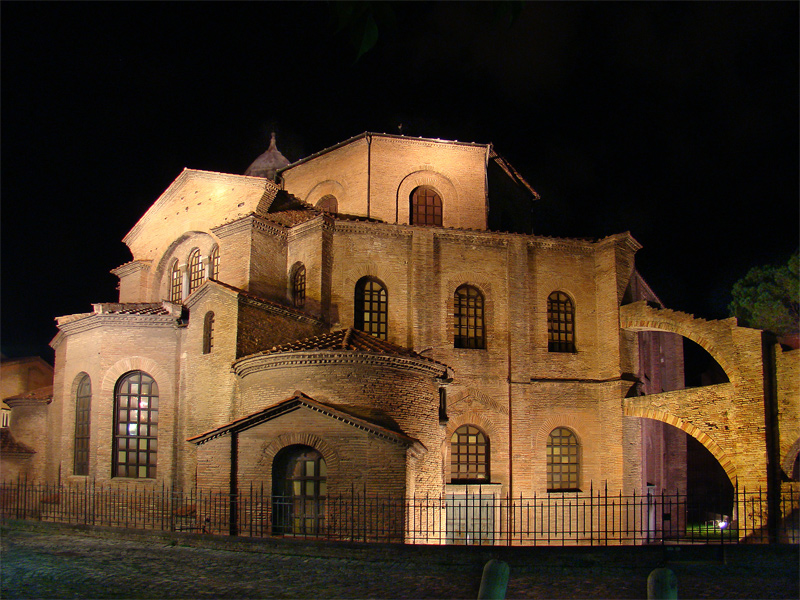
Basilica di San Vitale, esterno
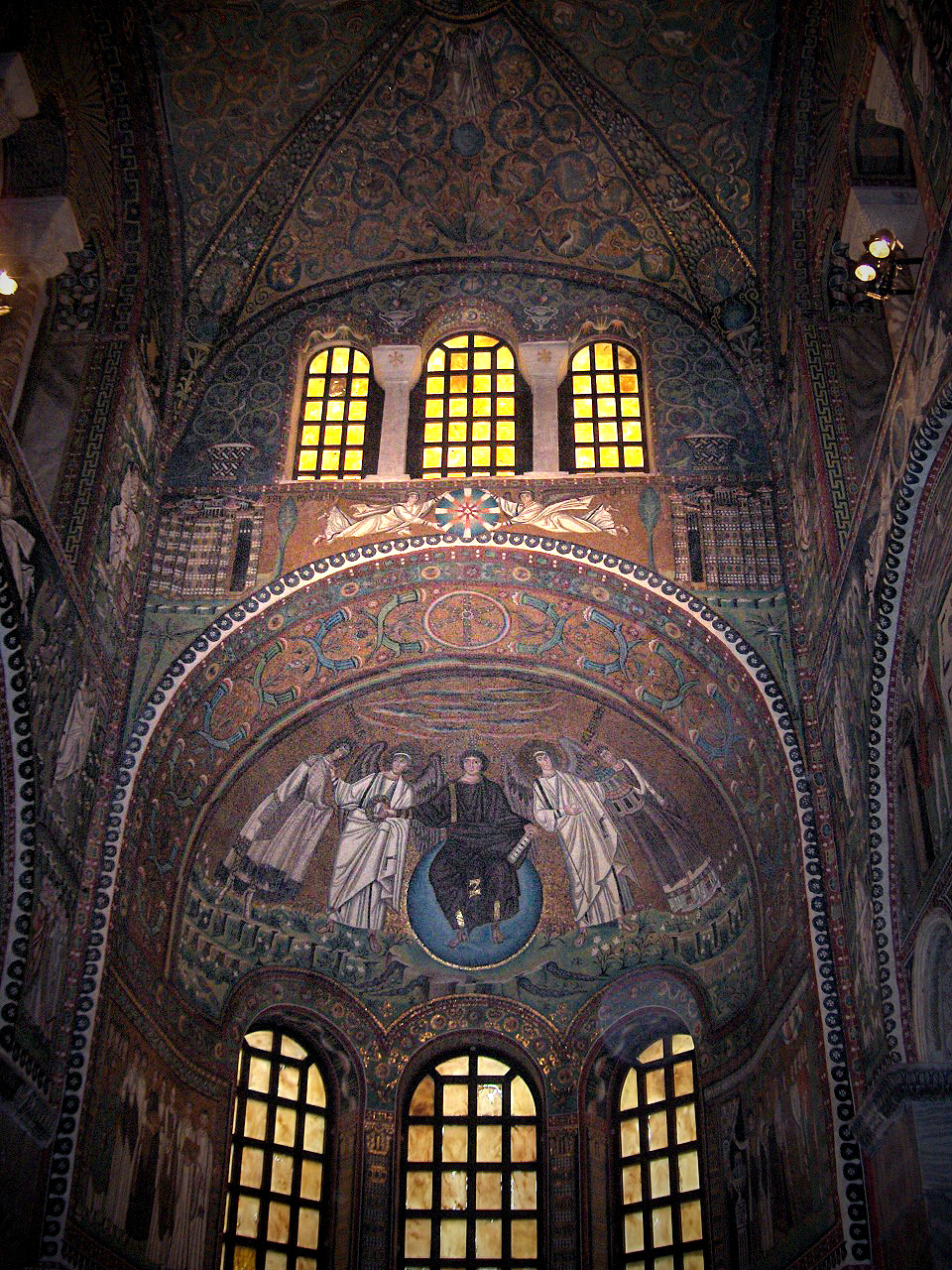
Basilica di San Vitale, abside

### Le chiese costantinopolitane
A Costantinopoli, la chiesa dei Santi Sergio e Bacco e Hagia Sophia sono da ascrivere alla stessa scuola orientale, come anche il Martyrium di Bosra in Siria, databile al 512, e la chiesa di San Sergio di Ezra'a del 515.
Tuttavia, le chiese costantinopolitane mostrano caratteristiche tecniche più avanzate. La chiesa dei Santi Sergio e Bacco è sormontata da una cupola assai larga poggiante su otto pilastri collegati ai muri esterni mediante archi sull'ottagono centrale. Le navate laterali, a due piani, fra i pilastri e i muri esterni, mostrano l'evoluzione del sistema progettuale. La cupola, realizzata con materiali leggeri, si lega all'ottagono mediante un tamburo a sei lati ed è controbilanciata all'esterno da contrafforti.
Hagia Sophia occupa un rettangolo di 77 × 72 m; la parte centrale ad unica navata è sormontata da una cupola di 31 metri di diametro. Essa poggia sui quattro archi che sormontano degli enormi pilastri. Gli arconi settentrionali e meridionali sono chiusi da un muro con finestre nella parte alta e da una galleria di colonne al centro nella parte inferiore. Ad est e ovest gli arconi s'appoggiano a due semicupole ciascuna delle quali è fiancheggiata da due nicchie più piccole. Un'abside s'apre a metà dell'emiciclo ad est. La navata centrale comunica con la galleria inferiore mediante delle arcate sormontate da tribune. Per l'ampiezza della sua navata, Hagia Sophia si ricollega al tipo di basilica a cupola, ma ad est e ovest le parti aggiunte alla navata centrale richiamano la pianta di Santi Sergio e Bacco. Per cui si può dire che Hagia Sophia rappresenta sia il punto finale di un'evoluzione tipologica, sia l'apogeo della stessa dovuto ad architetti ed ingegneri che erano anche eminenti artisti.

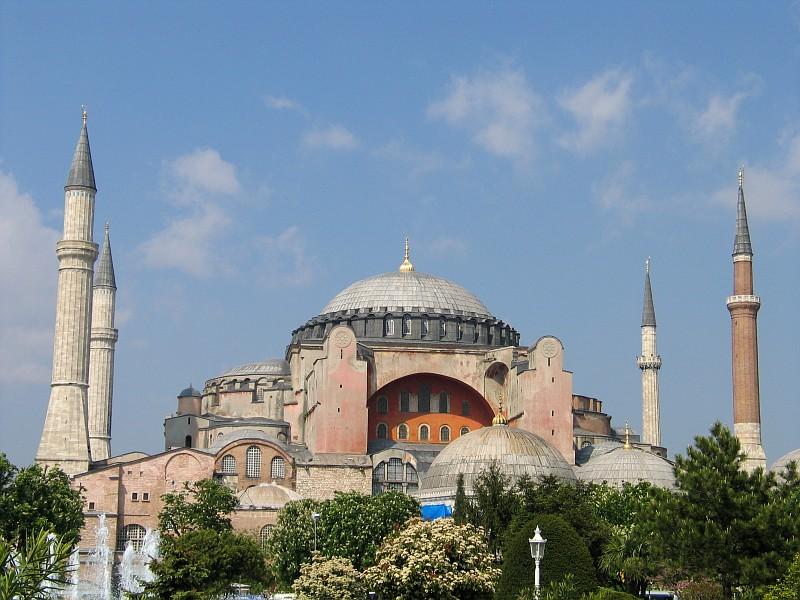
Hagia Sophia
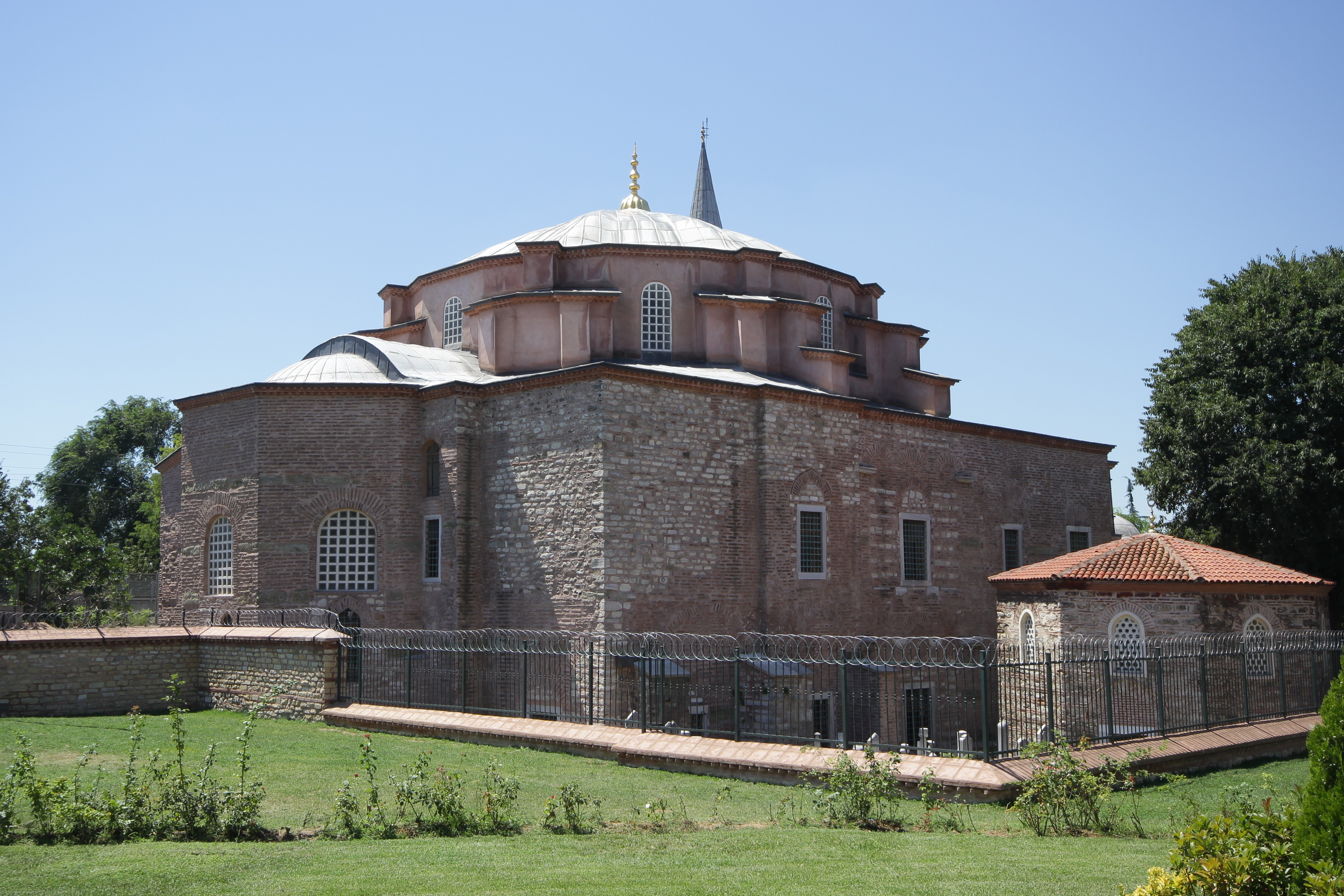
Chiesa dei Santi Sergio e Bacco a Costantinopoli

### Scultura
Scarsi sono i documenti della scultura del V e VI secolo: statue onorarie con ritratto d'imperatori qualche piccolo avorio scolpito e soprattutto i sarcofagi di Ravenna, con decorazione plastica. Gli esemplari del V continuano una tipologia già affermatasi nel IV secolo. Essi mostrano stretti legami con l'arte dell'impero orientale. Alcuni sono importati da Costantinopoli, altri furono eseguiti da scultori operanti nelle officine delle isole del Mar di Marmara.
È necessario ricordare il sarcofago di Santa Maria in Porto del 425 e il grande sarcofago con apostoli di Sant'Apollinare in Classe dello stesso periodo, ma col Cristo e gli apostoli lavorati ad un rilievo assai pronunciato aggettante dall'orlo del coperchio; i lati brevi sono decorati col monogramma di Cristo tra due pavoni e rami secondo uno schema compositivo che si ritrova su un rilievo di marmo (pluteo) della stessa chiesa.
Alla metà del V secolo si data un altro sarcofago con Cristo tra gli apostoli conservato nella cattedrale di Ravenna. Al terzo quarto del V secolo appartengono invece i due sarcofagi del Mausoleo di Galla Placidia, nei quali le figure umane sono state sostituite da agnelli. Analogo tipo iconografico s'osserva in un sarcofago di Sant'Apollinare in Classe, ma di fattura più scadente e che è datato all'età teodoriciana. Con gli inizi del VI secolo la scultura a Ravenna mostra evidenti segni di decadenza.
A Roma, il più importante monumento scultoreo è rappresentato dai rilievi della porta lignea della basilica di Santa Sabina all'Aventino, decorati con un'infinità di scene diverse, che si datano probabilmente allo stesso periodo di costruzione della chiesa, intorno al 435. Nessun monumento contemporaneo mostra una tale ricchezza di motivi ed una tale perizia d'esecuzione. Senza dubbio i rilievi furono importati a Roma e adattati alla decorazione delle imposte.
Gli esempi fin qui presentati c'inducono a ritenere che dopo il primo quarto del V secolo l'arte in Italia non presenti più alcuno stile caratteristico. Si direbbe piuttosto che i pezzi di una certa importanza furono eseguiti da artisti isolati.
Nel cosiddetto Colosso di Barletta, alto 5 metri, che raffigura Marciano (450-457) – successore di Teodosio II, e marito di Pulcheria, morta nel 453 –, il ritratto è un'opera magistrale e s'avvicina al noto ritratto di vecchio di Efeso, al Museo di Vienna, per la forte espressività.
È stato identificato altresì il ritratto di Ariadne, figlia di Leone I e sposa di Zenone (474-491) e di Anastasio I (491-510), rispettivamente al Laterano, al Palazzo dei Conservatori e al Louvre. Una fisionomia identica è riprodotta su due avori, uno a Firenze e l'altro a Vienna, e su alcuni dittici consolari, datati fra il 513 e il 517. I due avori, tavolette centrali di due dittici imperiali, mostrano l'imperatrice in due diversi momenti della sua vita: a Firenze come una donna matura, a Vienna come donna anziana.

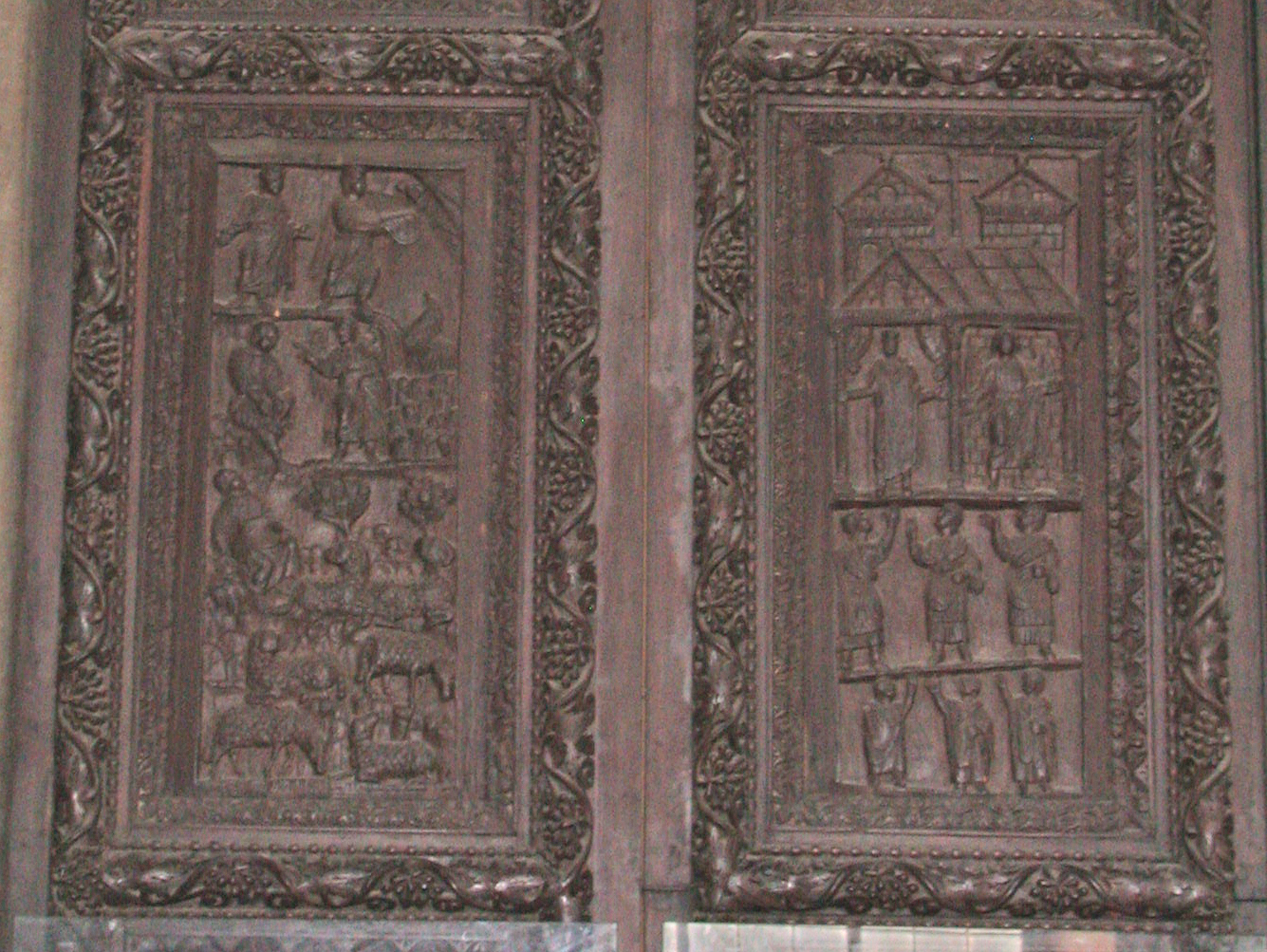
Particolare della porta lignea della basilica di Santa Sabina all'Aventino
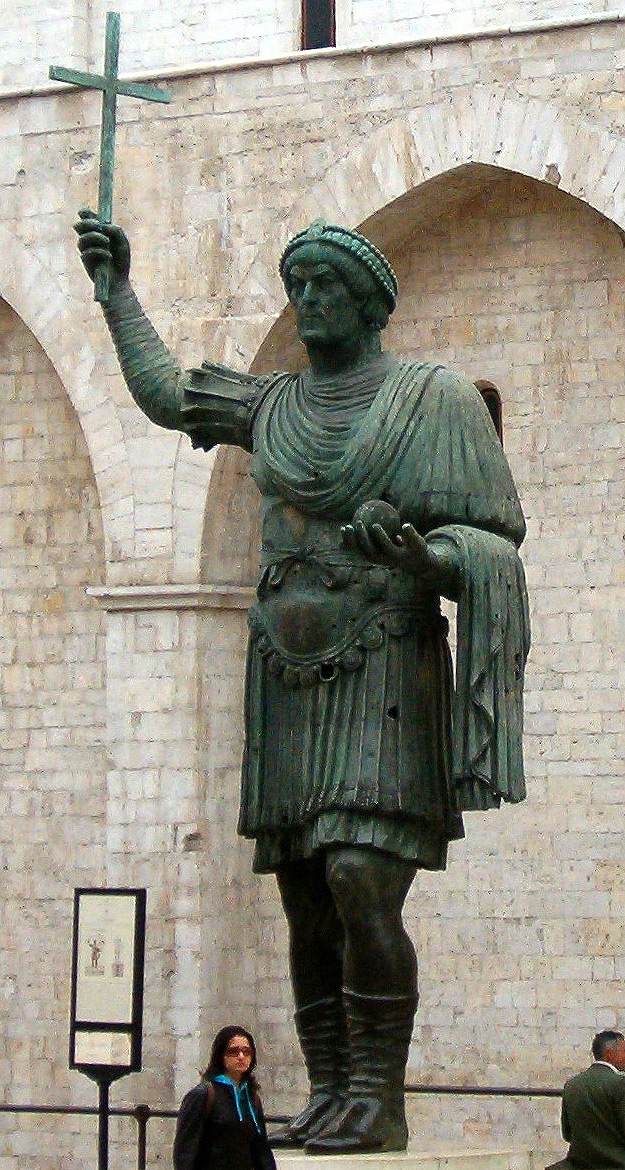
Colosso di Barletta
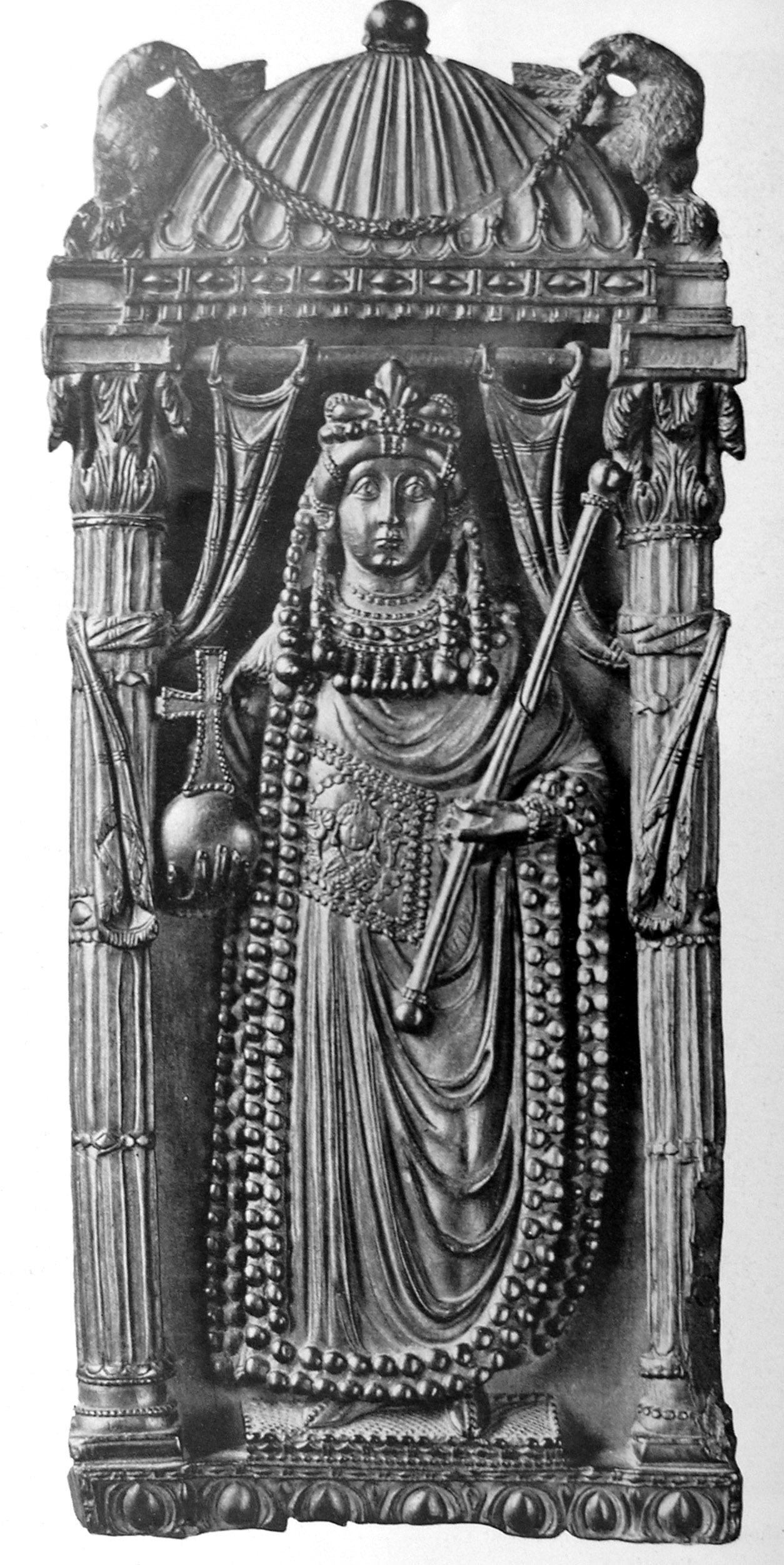
Avorio raffigurante l'imperatrice Ariadne, dal Bargello di Firenze
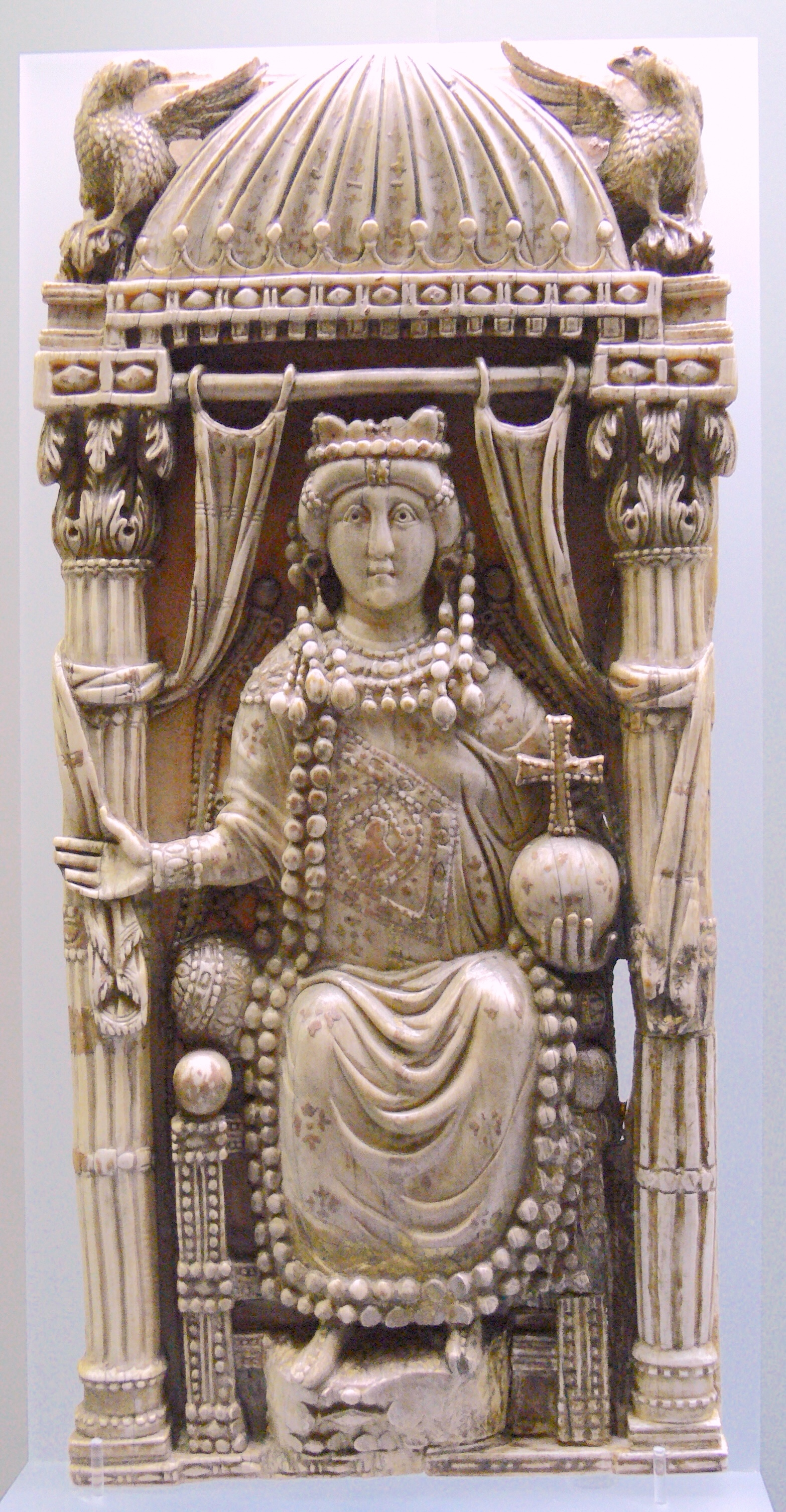
Avorio raffigurante l'imperatrice Ariadne, dal Kunsthistorisches Museum di Vienna

### Mosaici
Sono più significativi per il V e il VI secolo i monumenti pittorici. Dopo il sacco di Alarico del 410 s'ebbe a Roma una ripresa edilizia grazie all'attività dei papi Celestino I (422-432), Sisto III (432-440), Leone I (440-461) e Ilario, oltre che grazie ai contributi elargiti dagli Imperatori servendosi delle conquiste ottenute alla corte di Costantinopoli.
Nella chiesa di Santa Sabina sull'Aventino, eretta da Celestino I, è ancora conservato un grande e bel mosaico che ricopre tutta la larghezza della parete al di sopra dell'entrata principale: comprende un'iscrizione a grandi lettere dorate su fondo blu e fiancheggiata da due figure femminili, personificazioni della Ecclesia ex circumcisione e della Ecclesia ex gentibus. Un'antica incisione c'illustra il soggetto del mosaico dell'arco di trionfo; tuttavia queste rappresentazioni ci dicono poco dell'arte dell'epoca.
La basilica di Santa Maria Maggiore con la sua ricca decorazione musiva fu edificata grazie alle elargizioni dell'imperatore Valentiniano III in occasione delle sue nozze con Eudosia, la figlia di Teodosio II nel 437, sotto il pontificato di Sisto III. I medesimi mosaici consentono questa supposizione, dato che essi, almeno in parte, furono eseguiti da un artista di prim'ordine, che senza dubbio rappresenta l'arte di Costantinopoli. In ogni caso comprendono un'iscrizione sopra la porta d'ingresso, oggi perduta, nota da una copia.
La parte superiore delle pareti della navata centrale era munita di decorazioni in stucco, distrutte verso la fine del XVI secolo, ma delle quali conosciamo lo sviluppo grazie a qualche disegno. In mezzo a questa decorazione in stucco, era sistemata una serie di pannelli, illustranti episodi della storia di Abramo, di Giacobbe, di Mosè e Giosuè. La decorazione dell'arco trionfale con episodi della giovinezza di Cristo è a noi pervenuta integralmente. Del tutto perduta è invece la decorazione dell'abside che fu demolita nel XIII secolo e poi ricostruita.
La tecnica dei mosaici della navata e dell'arco trionfale prova che sono tutti dello stesso periodo, cioè del tempo di Sisto III. La composizione delle scene è disorganica. I mosaici con scene del Vecchio Testamento comprendono scene di gruppo con ambientazione paesaggistica, come il pannello con “Abramo e i tre angeli”. È chiaro che essi riproducono esempi progettati da artisti di rilievo, forse delle illustrazioni di una bibbia greca. Al contrario, le scene della giovinezza di Cristo non mostrano ambientazione paesaggistica; e la Vergine vestita da principessa bizantina occupa un posto di rilievo. È probabile che il progetto del mosaico sia costantinopolitano e risalga al periodo del concilio di Efeso. Non era forse destinato ad un arco trionfale e perciò venne adattato alla posizione nella quale si trovano adesso. La realizzazione deve essere certamente stata diretta da un mosaicista assai capace: soprattutto egli dovette realizzare le figure dei “due angeli che si trovano vicino a Giuseppe” e “l'angelo dell'annunciazione”.
Il papa Sisto III fece edificare anche il Battistero del Laterano. Tuttavia, la decorazione originale è stata distrutta quando nel XVII secolo crollò la cupola. Non restano che dettagli della decorazione ad “intarsia” dell'ingresso originario, che si trovava di fronte alla chiesa di San Giovanni, e il bel mosaico a viticcio su fondo blu nell'abside, a destra dell'ingresso originario.